# Liste de longs métrages d'animation
Cette liste recense des longs métrages d’animation du monde entier, classés dans l’ordre chronologique.
Pour faire partie de cette liste, un film doit avoir une durée supérieure à 40 minutes et une proportion d’images animées au moins égale à 75 % de la durée totale ou comporter au moins 40 minutes d’animation au total.
Les ajouts sont à faire en fonction de l’année de sortie, et au sein de chaque année, par ordre alphabétique. Est considérée comme « sortie » la première circonstance dans laquelle le film a été porté à la connaissance du public quel que soit le pays, qu'il s'agisse d'une projection en salles (à l'exception des avant-premières lors de festival), d'une première diffusion à la télévision dans le cas d'un téléfilm ou de la première distribution commerciale pour un film tourné directement en vidéo.
Le titre principal est celui de la version distribuée en France (le cas échéant), suivi d'autres titres francophones éventuels (québécois notamment) et enfin du titre original. Lorsqu’il n’existe pas de titre français ou que celui-ci n’a pas encore été identifié, c’est le titre original qui est retenu.

## Années 1910 à 1930
1917
- El Apóstol ( Argentine)

1918
- Sin dejar rastros ( Argentine)

1926
- Les Aventures du prince Ahmed (Die Abenteuer des Prinzen Achmed) ( République de Weimar)

1931
- Peludópolis ( Argentine)

1935
- Le Nouveau Gulliver (Novyy Gullivyer / Новый Гулливер) ( Union soviétique)

1936
- Les Aventures de Pinocchio (Le Avventure di Pinocchio) ( Italie)

1937
- Academy Award Review of Walt Disney Cartoons ( États-Unis)
- Blanche-Neige et les Sept Nains (Snow White and the Seven Dwarfs) ( États-Unis)
- Die sieben Raben ( Allemagne nazie)
- Le Roman de Renard ( France,  Allemagne)

1939
- Les Voyages de Gulliver (Gulliver's Travels) ( États-Unis)

## Années 1940

### 1940
- Fantasia ( États-Unis)
- Pinocchio ( États-Unis)

### 1941
- Douce et Criquet s'aimaient d'amour tendre (Mister Bug Goes to Town) ( États-Unis)
- Le Dragon récalcitrant (The Reluctant Dragon) ( États-Unis)
- Dumbo ( États-Unis)
- La Princesse à l'éventail de fer (Tie shan gong zhu) ( Chine)

### 1942
- Bambi ( États-Unis)

### 1943
- Saludos Amigos ( États-Unis)
- Victoire dans les airs (Victory Through Air Power) ( États-Unis)

### 1944
- Les Trois Caballeros (The Three Caballeros) ( États-Unis)

### 1945
- La Dépêche disparue (Propavshaya gramota / Пропавшая грамота) ( Union soviétique)
- Garbancito de la Mancha ( Espagne)
- Handling Ships ( Royaume-Uni)
- Momotaro, le divin soldat de la mer (Umi no Shinpei / 桃太郎海の神兵) ( Japon)

### 1946
- Le Briquet (Fyrtøjet) ( Danemark)
- La Boîte à musique (Make Mine Music) ( États-Unis)
- Mélodie du Sud (Song of the South) ( États-Unis)

### 1947
- L'Année tchèque (Špalíček) ( Tchécoslovaquie)
- Coquin de printemps (Fun and Fancy Free) ( États-Unis)
- Le Crabe aux pinces d'or ( Belgique)
- Le Petit Cheval bossu (Koniok Gorbounok/Конёк-Горбунок) ( Union soviétique)

### 1948
- Alegres vacaciones ( Espagne)
- Les Cheveux de l'âne et du lion (L'Asino e la pelle del leone) ( Italie)
- Mélodie Cocktail (Melody Time) ( États-Unis)
- Water for Firefighting ( Royaume-Uni)

### 1949
- Alice au pays des merveilles ( Royaume-Uni et  France)
- Aventuras de Esparadrapo ( Espagne)
- Le Crapaud et le Maître d'école (The Adventures of Ichabod and Mr. Toad) ( États-Unis)
- I Fratelli Dinamite ( Italie)
- La Rose de Bagdad (La Rosa di Bagdad) ( Italie)
- Le Rossignol et l'Empereur de Chine (Císařův slavík) ( Tchécoslovaquie)

## Années 1950

### 1950
- Cendrillon (Cinderella) ( États-Unis)
- Cendrillon (Érase una vez) ( Espagne)
- Jeannot l'intrépide ( France)
- Prince Bayaya (Bajaja) ( Tchécoslovaquie)
- Tobias Knopp – Abenteuer eines Junggesellen (de) ( Allemagne)

### 1951
- Alice au pays des merveilles (Alice in Wonderland) ( États-Unis)
- La Nuit avant Noël (Ночь перед Рождеством / Noch pered Rozhdestvom) ( Union soviétique)
- Los Sueños de Tay-Pi ( Espagne)

### 1952
- La Bergère et le Ramoneur ( France)
- La Fille des neiges (Snegurochka / Снегурочка) ( Union soviétique)
- La Fleur écarlate (Аленький цветочек / Alenkiy tsvetochek) ( Union soviétique)

### 1953
- Bonjour Paris ! ( France)
- Peter Pan ( États-Unis)
- Sinfonia Amazônica ( Brésil)
- Le Trésor de l'île aux oiseaux (Poklad Ptacíboss ostrova) ( Tchécoslovaquie)
- Les Vieilles Légendes tchèques (Staré pověsti české) ( Tchécoslovaquie)

### 1954
- La Ferme des animaux ( Royaume-Uni)
- Hansel and Gretel : An Opera Fantasy ( États-Unis)
- La Princesse grenouille (Царевна-Лягушка) ( Union soviétique)

### 1955
- La Belle et le Clochard (Lady and the Tramp) ( États-Unis)
- Čert a Káča ( Tchécoslovaquie)
- Voyage dans la préhistoire (Cesta do pravěku) ( Tchécoslovaquie)
- Zakoldovannyj malchik (Заколдованный мальчик) ( Union soviétique)

### 1956
- La Création du monde (Stvorení sveta) ( France et  Tchécoslovaquie)
- Douze mois (Dvyenatsat Myesyatsev / Двенадцать месяцев) ( Union soviétique)
- Nebesnoe sozdanie (Небесное создание) ( Union soviétique)
- Une fée... pas comme les autres ( Italie et  France)
- Le Village enchanté ( Canada)

### 1957
- Hemo the Magnificent ( États-Unis)
- La Reine des neiges (Snezhnaya koroleva / Снежная королева) ( Union soviétique)

### 1958
- L'Invention diabolique (Vynález zkázy) ( Tchécoslovaquie)
- Krasa nenaglyadnaya (Краса ненаглядная) ( Union soviétique)
- I Picchiatelli ( Italie)
- Le Serpent blanc (Hakuja den) ( Japon)

### 1959
- Les Aventures d'Aladin (1001 Arabian Nights) ( États-Unis)
- Les Aventures de Buratino (Priklyuchyeniya Buratino / Приключения Буратино) ( Union soviétique)
- La Belle au bois dormant (Sleeping Beauty) ( États-Unis)
- Ya byl sputnikom Solntsa (Я был спутником Солнца) ( Union soviétique)
- Sarutobi Sasuke, le jeune ninja (Shônen Sarutobi Sasuke) ( Japon)
- Le Songe d'une nuit d'été (Sen noci svatojánské) ( Tchécoslovaquie)

## Années 1960

### 1960
- Alakazam, le petit Hercule (Saiyūki) ( Japon)

### 1961
- Les 101 Dalmatiens (One Hundred and One Dalmatians) ( États-Unis)
- Le Plus Petit Guerrier (Anju to Zushiômaru / 安寿と厨子王丸) ( Japon)

### 1962
- Chat, c'est Paris (Gay Purr-ee) ( États-Unis)
- Heaven and Earth Magic ( États-Unis)
- Joseph le rêveur (Ba'al Hahalomot / בעל החלומות) ( Israël)
- Les Mille et une nuits : Les Aventures de Sinbad (Arabian naito: Shindobaddo no bôken) ( Japon)
- Mister Magoo's Christmas Carol ( États-Unis)

### 1963
- Wanpaku ōji no orochi taiji (ぱく王子の大蛇退治) ( Japon)
- Les Fidèles Serviteurs canins (Wan Wan Chuushingura) ( Japon)
- Merlin l'Enchanteur (The Sword in the Stone) ( États-Unis)

### 1964
- C'est Yogi l'ours (Hey There, It's Yogi Bear!) ( États-Unis)
- Levsha (Левша) ( Union soviétique)
- L'Incroyable Mr. Limpet (The Incredible Mr. Limpet) ( États-Unis)
- Of Stars and Men ( États-Unis)
- Return to Oz ( États-Unis)
- Rudolph, the Red-Nosed Reindeer ( États-Unis)

### 1965
- Les Aventures des Schtroumpfs ( Belgique)
- The Man from Button Willow (en) ( États-Unis)
- Pinocchio dans l'espace (Pinocchio In Outer Space) ( États-Unis et  Belgique)
- Le Roi des singes (Da no tien gu) ( Chine)
- West and soda ( Italie)
- Willie McBean and His Magic Machine ( États-Unis et  Japon)

### 1966
- Alice in Wonderland or What's a Nice Kid Like You Doing in a Place Like This? ( États-Unis)
- Alice of Wonderland in Paris ( États-Unis)
- Aller là-bas, je ne sais pas où (Podi tuda, ne znayu kuda / Поди туда, не знаю куда) ( Union soviétique)
- The Daydreamer ( États-Unis)
- El Mago de los sueños ( Espagne)
- The Man Called Flintstone ( États-Unis)

### 1967
- Astérix le Gaulois ( France,  Belgique)
- Les Contes de ma mère l'Oye (Wacky World of Mother Goose) ( États-Unis)
- Le Dirigeable volé (Ukradená vzducholod) ( Italie et  Tchécoslovaquie)
- Hong Gil-dong ( Corée du Sud)
- Hopi And Chadol Bawi ( Corée du Sud)
- Hungbu et Nolbu (Heungbu And Nolbu) ( Corée du Sud)
- Jack et le Haricot magique (Jack and the Beanstalk) ( États-Unis)
- Le Livre de la jungle (The Jungle Book) ( États-Unis)
- Mowgli (Maugli) ( Union soviétique)
- Le Théâtre de monsieur et madame Kabal ( France)

### 1968
- Adam 2 ( Allemagne de l'Ouest)
- Astérix et Cléopâtre ( France et  Belgique)
- Dáme un poco de amooor... ( Espagne)
- Fables de Hans Christian Andersen (アンデルセン物語 / Andersen monogatari) ( Japon)
- The Golden Iron Man ( Corée du Sud)
- Horus, prince du Soleil (太陽の王子 ホルスの大冒険 / Taiyō no Ōji: Horusu no Daibōken) ( Japon)
- I huvet på en gammal gubbe ( Suède)
- Putiferio va alla guerra ( Italie)
- Son Oh-gong ( Corée du Sud)
- Vip, mio fratello superuomo ( Italie)
- Yellow Submarine ( Royaume-Uni et  États-Unis)

### 1969
- Un garçon appelé Charlie Brown (A Boy Named Charlie Brown) ( États-Unis)
- Le Chat Botté (Nagagutsu o haita neko / 長靴をはいた猫) ( Japon)
- Mad Monster Party? ( États-Unis)
- Misteriya-Buff (Мистерия-Буфф) ( Union soviétique)
- Sora tobu yûreisen ( Japon)
- Tintin et le Temple du soleil ( France,  Belgique et  Suisse)
- Treasure Island ( Corée du Sud)

## Années 1970

### 1970
- Aladin et la lampe merveilleuse ( France)
- Les Aristochats (The Aristocats) ( États-Unis)
- Fablio le magicien ( France)
- L'Oiseau bleu (Sinyaya ptitsa) ( Union soviétique)
- The Phantom Tollbooth ( États-Unis)
- Pollux et le Chat bleu ( Royaume-Uni,  France)
- Santa and the Three Bears ( États-Unis)

### 1971
- La Baignoire du Benny (Bennys badekar) ( Danemark)
- Les Joyeux Pirates de l'Île au Trésor (Dobutsu takarajima) ( Japon)
- Lucky Luke (Daisy Town) ( France,  Belgique)
- Peter Cottontail : le film (Here Comes Peter Cottontail) ( États-Unis)
- Shinbone Alley ( États-Unis)
- The Point! ( États-Unis)

### 1972
- Les Aventures de Pinocchio (Un Burattino di nome Pinocchio) ( Italie)
- Fritz le chat (Fritz the Cat) ( États-Unis)
- Ha'Ya'ar Ha-Kasum ( Israël)
- Marco Polo Junior Versus the Red Dragon ( Australie)
- Snoopy, Come Home ( États-Unis)
- Mil intentos y un invento ( Argentine)
- Tintin et le Lac aux requins ( Belgique et  France)

### 1973
- Las Aventuras de Hijitus ( Argentine)
- D'Artagnan l'intrépide (The Glorious Musketeers) ( Royaume-Uni et  Italie)
- 20 000 lieues sous les mers (20,000 Leagues Under the Sea) ( États-Unis)
- Heavy Traffic ( États-Unis)
- Hugo l'hippopotame (Hugó a víziló) ( Hongrie et  États-Unis)
- Jean le brave soldat (János vitéz) ( Hongrie)
- Joe le petit boum-boum ( France)
- Le Petit Monde de Charlotte ( États-Unis)
- La Planète sauvage ( Tchécoslovaquie et  France)
- Maria d'oro ( Italie)
- Robin des Bois (Robin Hood) ( États-Unis)

### 1974
- L'Amour en liberté (Liefde in vrijheid) ( Belgique)
- L'Aventure magique (Mágica aventura) ( Espagne)
- Dirty Duck ( États-Unis)
- Le Coffret d'or (Dunderklumpen!) ( Suède)
- La Genèse ( France)
- Jack et le Haricot magique (Jack to mame no ki) ( États-Unis et  Japon)
- Journey Back to Oz ( États-Unis)
- Les Neuf vies de Fritz le chat (The Nine Lives of Fritz the Cat) ( États-Unis)
- Oliver Twist ( États-Unis)
- Sindbad (Pohádky tisíce a jedné noci) ( Tchécoslovaquie)
- Le Tour du monde des amoureux de Peynet ( Italie et  France)

### 1975
- Coonskin ( États-Unis)
- Dick Deadeye, or Duty Done ( Royaume-Uni)
- Flåklypa Grand Prix ( Norvège)
- Hugó a víziló ( Hongrie,  États-Unis)
- Petete y Trapito ( Argentine)
- Le Petit Cheval bossu (Konyok Gorbunok/Конёк-Горбунок) ( Union soviétique) - un remake du film de 1947
- La Petite Sirène (Malá morská víla) ( Japon,  Allemagne de l'Ouest,  Singapour et  Pays-Bas)
- Tarzoon, la honte de la jungle ( France et  Belgique)

### 1976
- Agaton Sax och Byköpings gästabud ( Suède)
- Les Douze Travaux d'Astérix ( France)
- La Flûte à six schtroumpfs ( France et  Belgique)
- Moi, Tintin ( Belgique et  France)
- Once Upon a Girl ( États-Unis)
- Le Monde merveilleux de Cendrillon (Maria d'Oro und Bello Blue) ( Italie et  Allemagne de l'Ouest)
- Il Signor Rossi cerca la felicità ( Italie et  Allemagne de l'Ouest)
- I Sogni del signor Rossi ( Italie)
- Lúdas Matyi ( Hongrie)
- Tubby le tuba (Tubby the Tuba) ( États-Unis)
- Le Vacanze del signor Rossi ( Italie)

### 1977
- Allegro non troppo ( Italie)
- Les Aventures de Bernard et Bianca (The Rescuers) ( États-Unis)
- Les Aventures de Winnie l'ourson (The Many Adventures of Winnie the Pooh) ( États-Unis)
- Bolek et Lolek font le tour du monde (Wielka podroz Bolka i Lolka) ( Pologne)
- Cinq semaines en ballon (5 Weeks in a Balloon) ( Australie,  États-Unis)
- Dot and the Kangaroo ( Australie)
- Les Galères de Charlie Brown (Race for Your Life, Charlie Brown) ( États-Unis)
- The Hobbit ( États-Unis)
- A Flintstone Christmas ( États-Unis)
- The Magic Pony ( Union soviétique)
- Oyaro nezumi no fushigina tabi ( États-Unis et  Japon)
- Raggedy Ann and Andy: A Musical Adventure ( États-Unis)
- Voyage au centre de la Terre (Journey to the Center of the Earth) ( Australie et  États-Unis)
- Les Sorciers de la guerre (Wizards) ( États-Unis)
- Yamato, le cuirassé de l'espace (Uchū Senkan Yamato) (宇宙戦艦ヤマト) ( Japon)

### 1978
- Arrivederci, Yamato (Saraba Uchű Senkan Yamato: Ai no Senshitachi) ( Japon)
- La Ballade des Dalton ( France)
- Les Enfants de la rivière (The Water Babies) ( Royaume-Uni et  Pologne)
- La Folle Escapade (Watership Down) ( Royaume-Uni et  Canada)
- Gatchaman, le film ou La Bataille des planètes (Kagaku ninja tai Gatchaman: Gekijô-ban) ( Japon)
- Los Supersabios ( Mexique)
- Edgar de la Cambriole : Le Secret de Mamo (Lupin the Third and the Secret of Mamo) ( Japon)
- Le Seigneur des anneaux (The Lord of the Rings) ( États-Unis)
- Uchû kaizoku Captain Harlock : Arcadia-gô no nazo ( Japon)

### 1979
- Les Aventures de Sudsakorn (Sudsakorn / สุดสาคร) ( Thaïlande)
- Le Château de Cagliostro (Rupan sansei: Kariosutoro no shiro) ( Japon)
- Colargol (Colargol i cudowna walizka) ( Pologne)
- Elpidio Valdés ( Cuba)
- Les Fabuleuses Aventures du légendaire Baron de Munchausen ( France)
- Galaxy Express 999 ( Japon)
- The Bugs Bunny/Road Runner Movie ( États-Unis)
- Hokkyoku no Mushika Mishika ( Japon)
- The Little Convict ( Australie)
- Nutcracker Fantasy ( Japon)
- Pluk, naufragé de l'espace ( France)
- Le prince Nezha triomphe du roi Dragon (Nezha nao hai) ( Chine)
- Rudolph and Frosty's Christmas in July ( États-Unis)
- Scooby-Doo à Hollywood (Scooby-Doo Goes Hollywood) ( États-Unis)
- Tatsu no ko Taro (Tatsu no ko Tarô) ( Japon)
- Ubu et la Grande Gidouille ( France)

## Années 1980

### 1980
- Animalympics ( États-Unis)
- Bon Voyage, Charlie Brown (and Don't Come Back!) ( États-Unis)
- Douze Mois (世界名作童話 森は生きている / Двенадцать месяцев) ( Japon et  Union soviétique)
- Le Chaînon manquant ( France,  Belgique)
- Phénix, l'oiseau de feu (Hi no tori 2772, Ai no kosumozon) ( Japon)
- Pogo for President: 'I Go Pogo' ( États-Unis)
- Porté par le vent... (Kaze no uta o kike) ( Japon)
- Le Roi et l'Oiseau ( France)
- The Return of the King ( États-Unis)
- Snow White Christmas ( États-Unis)
- Le Sortilège des trois lutins (Pohádka o Honzíkovi a Mařence) ( Tchécoslovaquie,  Union soviétique)
- Yogi's First Christmas ( États-Unis)

### 1981
- Adieu Galaxy Express 999 (さよなら銀河鉄道999　アンドロメダ終着駅 / Sayonara Ginga Tetsudô Three Nine - Andoromeda Shûchakueki) ( Japon)
- American Pop ( États-Unis)
- Dobrodruzství Robinsona Crusoe, námorníka z Yorku ( Tchécoslovaquie)
- Kié la petite peste (じゃリン子チエ / Jarinko Chie) ( Japon)
- Grendel Grendel Grendel ( Australie)
- Métal Hurlant (Heavy Metal) ( Canada)
- Ico, el caballito valiente ( Argentine)
- Minoïe ( France)
- Le Lac des cygnes (世界名作童話 白鳥の湖 / Sekai Meisaku Dōwa Hakuchō no Mizūmi) ( Japon)
- Pelle Svanslös ( Suède)
- Rennyo To Sono Haha ( Japon)
- Rox et Rouky (The Fox and the Hound) ( États-Unis)
- Le Mystère de la troisième planète (Тайна третьей планеты) ( Union soviétique)
- Vuk (Vuk: The Little Fox) ( Hongrie)

### 1982
- Albator 84 : L'Atlantis de ma jeunesse (Waga seishun no Arcadia) ( Japon)
- Automne (Осень / Osen) ( Union soviétique)
- Brisby et le Secret de NIMH (The Secret of NIMH) ( États-Unis)
- Cobra, le film (Space Adventure Cobra) ( Japon)
- Chronopolis ( France et  Pologne)
- Die fliegende Windmühle ( Allemagne de l'Est)
- Goshu le violoncelliste (セロ弾きのゴーシュ / Serohiki no Gōshu) ( Japon)
- Heidi's Song ( États-Unis)
- Hey Good Lookin' ( États-Unis)
- La Dernière Licorne (The Last Unicorn) ( États-Unis,  Royaume-Uni,  Japon et  Allemagne de l'Ouest)
- Les 1001 contes de Bugs Bunny (Bugs Bunny's 3rd Movie: 1001 Rabbit Tales) ( États-Unis)
- Les Maîtres du temps ( France)
- Mighty Mouse in the Great Space Chase ( États-Unis)
- Le vol du dragon ( États-Unis)
- The Plague Dogs ( États-Unis)
- Sarah ( Australie)
- Shalom Pharao ( Allemagne de l'Ouest)

### 1983
- Cathy la petite chenille ( Espagne et  Mexique)
- Elpidio Valdés contra dólar y cañón ( Cuba)
- L'Enfant invisible ( France)
- Gen d'Hiroshima (Hadashi no Gen) ( Japon)
- Hófehér ( Hongrie)
- Les Dalton en cavale ( France et  États-Unis) - L’essentiel du film est constitué de trois épisodes de la série télévisée
- Mala carodejnice ( Tchécoslovaquie et  Allemagne de l'Ouest)
- Olivier et le Dragon vert (Als je begrijpt wat ik bedoel) ( Pays-Bas)
- A Princesa e o Robô ( Brésil)
- The Professional: Golgo 13 ( Japon)
- La Revanche des humanoïdes ( France)
- Rock and Rule ( Canada)
- Le Secret des Sélénites ( France)
- Tygra, la glace et le feu (Fire and Ice) ( États-Unis)
- Unico: Mahô no shima e ( Japon)
- Los Viajes de Gulliver ( Espagne)
- Le Vent dans les saules ( Royaume-Uni)

### 1984
- Les Boulugres ( France) - le film n’a pas été distribué commercialement en salles
- Gwen et le Livre de sable ( France)
- Lensman (SF Shinseiki Lensman) ( Japon)
- Macross: Do You Remember Love? (超時空要塞マクロス　愛・おぼえていますか / Chôjikû yôsai Macross: Ai Oboete imasu ka) ( Japon)
- Mon cher petit chameau (The Camel Boy) ( Australie)
- Nausicaä de la vallée du vent (Kaze no tani no naushika) ( Japon)
- Princesse Saffi (Szaffi) ( Hongrie)
- Le Secret de Moby Dick (Samson og Sally) ( Danemark,  Suède)
- Shounen Keniya ( Japon)
- Twelve Months ( Japon)
- Skazka o tsarye Saltanye (Сказка о царе Салтане) ( Union soviétique)

### 1985
- Les Aventures de Mark Twain (The Adventures of Mark Twain) ( États-Unis)
- Astérix et la Surprise de César ( France)
- A Christmas Special ( États-Unis)
- Les Bisounours: le film (The Care Bears Movie) ( Canada)
- Blondine au pays de l'arc-en-ciel (Rainbow Brite and the Star Stealer) ( États-Unis et  Japon)
- Vampire Hunter D : Chasseur de vampires (Vampire Hunter D) ( Japon)
- L'Épée de Kamui (Dagger of Kamui) (Kamui no ken) ( Japon)
- Die Irrfahrten des Odysseus (Odyssea) ( Tchécoslovaquie et  Allemagne de l'Est)
- GoShogun: The Time Stranger (Fulgutor - Le Film) (Sengoku Majin Goushougun: Toki no Etranger) ( Japon)
- Here Come the Littles ( États-Unis et  Luxembourg)
- Krysar, le joueur de flûte d'Hamelin (Krysar) ( Tchécoslovaquie)
- Mach a Sebestová k tabuli! ( Tchécoslovaquie)
- Monkey King Conquers the Demon or Monkey Conquers the Demon ( Chine)
- Odyssea ( Tchécoslovaquie et  Allemagne de l'Est)
- L'Œuf de l'ange (Tenshi no Tamago) ( Japon)
- Original Dirty Pair : Affair of Nolandia ( Japon)
- Polo en Amérique (Pelle Svanslös i Amerikatt) ( Suède)
- Le Secret de l'épée (The Secret of the Sword) ( États-Unis)
- Starchaser: The Legend of Orin ( États-Unis)
- Swans ( États-Unis?)
- Taram et le Chaudron magique (The Black Cauldron) ( États-Unis)
- Vampires à La Havane (¡Vampiros en La Habana!) ( Cuba,  Espagne et  Allemagne de l'Ouest)

### 1986
- Arion ( Japon)
- Armageddon ( Corée du Sud)
- The Adventures of the American Rabbit ( États-Unis et  Japon)
- Astérix chez les Bretons ( France)
- Les Aventures de Lolo (Приключения пингвиненка Лоло / Chiisana penguin Lolo no bouken) ( Japon et  Union soviétique)
- Basil, détective privé (The Great Mouse Detective) ( États-Unis)
- Les Bisounours 2 (Care Bears Movie II: A New Generation) ( Canada et  États-Unis)
- Le Château dans le ciel (Castle in the Sky) (天空の城ラピュタ / Tenkū no shiro Rapyuta) ( Japon)
- The Cosmic Eye ( États-Unis)
- Fievel et le Nouveau Monde (An American Tail) ( États-Unis)
- Hokuto no Ken ( Japon)
- Fluppy Dogs ( États-Unis)
- GoBots: War of the Rock Lords ( États-Unis)
- Heathcliff: The Movie ( États-Unis,  Canada et  France)
- Macskafogó ( Hongrie,  Canada,  Allemagne de l'Ouest)
- Mon petit poney (My Little Pony: The Movie) ( États-Unis)
- Outlanders ( Japon)
- Peter et la Forêt magique (Čudesna šuma) ( Yougoslavie et  États-Unis)
- Råttis ( Suède)
- Robotech : le film (Robotech: The Movie) ( Japon)
- Touch: Un Champion sans Numéro (Sebangou no nai Ace) ( Japon) - La série télévisée est plus connue en France sous le nom de Théo ou la Batte de la victoire
- Touch: Le Cadeau d'Adieu (Sayonara no Okurimono) ( Japon) - La série télévisée est plus connue en France sous le nom de Théo ou la Batte de la victoire
- Skeletor's Revenge ( États-Unis)
- Transformers, le film (Transformers: The Movie) ( États-Unis)
- Os Trapalhões no Rabo do Cometa ( Brésil)
- Valhalla ( Danemark)
- Velká sýrová loupez ( Tchécoslovaquie et  Allemagne de l'Ouest)
- When the Wind Blows ( Royaume-Uni)

### 1987
- The Amazing Mr. Bickford ( États-Unis)
- Les Ailes d'Honnéamise (オネアミスの翼: 王立宇宙軍 / Oneamisu no Tsubasa: Ouritsu Uchuu-gun) ( Japon)
- Le Big Bang ( France,  Belgique)
- Les Calinours au pays des merveilles (The Care Bears Adventure in Wonderland) ( Canada)
- The Chipmunk Adventure ( États-Unis)
- Devil Man ( Japon)
- Strit og Stumme ( Danemark)
- The Emerald City of Oz ( Canada)
- Footrot Flats: The Dog's Tale ( Australie et  Nouvelle-Zélande)
- G.I. Joe (G.I. Joe: A real American Heroe) ( États-Unis)
- Histoire de fantômes chinois (Sien nui yau wan) ( Hong Kong)
- Histoires du labyrinthe (Meikyû monogatari) ( Japon)
- The Jetsons Meet the Flintstones ( États-Unis)
- Cathy et les extra-terrestres (Katy, Kiki y Koko) ( Espagne et  Mexique)
- The Marvelous Land of Oz ( Canada)
- Original Dirty Pair: Project Eden ( Japon)
- Ozma of Oz ( Canada)
- Le Petit Grille-pain courageux (The Brave Little Toaster) ( États-Unis)
- Pinocchio et l'Empereur de la nuit (Pinocchio and the Emperor of the Night) ( États-Unis)
- Rire et larmes par la mer Blanche (Смех и горе у Бела моря / Smekh i gore u Bela morya) ( Union soviétique)
- Robot Carnival (Robotto kanibaru) ( Japon) - Compilation de 8 courts-métrages sur le thème des robots
- Touch: Après ton passage (Kimi ga toorisugita ato ni) ( Japon) - La série TV est plus connue en France sous le nom de Théo ou la Batte de la victoire
- The Wind in the Willows ( États-Unis)
- The Wonderful Wizard of Oz ( Canada)

### 1988
- Akira ( Japon)
- Alice ( Tchécoslovaquie)
- Battle Royal High School (Shinmajinden batoru royaru haisukûru) ( Japon)
- Bravestarr: The Legend ( États-Unis)
- Crying Freeman : Portrait d'un assassin (クライングフリーマン / Kuraingu furîman) ( Japon)
- Deux chiots en danger (Pound Puppies and the Legend of Big Paw) ( États-Unis)
- Gandahar ( France)
- The Good, the Bad, and Huckleberry Hound ( États-Unis)
- Happy Birthday, Garfield ( États-Unis)
- In der Arche ist der Wurm drin ( Allemagne de l'Ouest)
- Kimagure Orange Road (Ano hi ni kaeritai / あの 日 に かえりたい) ( Japon) - La série TV est connue en France sous le nom de Max et Compagnie
- Mon voisin Totoro (となりのトトロ / Tonari no Totoro) ( Japon)
- Oliver et Compagnie (Oliver & Company) ( États-Unis)
- L'Île au trésor (Ostrov Sokrovichtch/Острoв Сoкрoвищь) ( Union soviétique)
- Le Petit Dinosaure et la Vallée des merveilles (The Land Before Time) ( États-Unis)
- Le Capitaine du la Forêt (Az erdő kapitánya) ( Hongrie)
- Popol Vuh : The Creation Myth of the Maya ( États-Unis)
- Qui veut la peau de Roger Rabbit (Who Framed Roger Rabbit?) ( États-Unis)
- La Table tournante ( France)
- Le Tombeau des lucioles (Hotaru no haka) ( Japon)
- Du vent dans les saules (The Wind in the Willows) ( Royaume-Uni et  Australie)

### 1989
- Le Bon Gros Géant (The BFG) ( Royaume-Uni)
- Le Chapeau de l'enchanteur (Carobnjakov sesir) ( Yougoslavie)
- Charlie (All Dogs Go to Heaven) ( États-Unis)
- City Hunter : Amour, Destin et Magnum 357 (City Hunter: Ai to Shukumei no Magnum) ( Japon)
- Comme les nuages, comme le vent... (Kumo no youni, kaze no youni) ( Japon)
- Astérix et le Coup du menhir ( France)
- Die Spur führt zum Silbersee ( Allemagne de l'Est)
- El Escudo del cóndor ( Argentine)
- Kiki la petite sorcière (Majo no takkyûbin) ( Japon)
- Nadia et le Secret de l'eau bleue, le film (Fushigi no Umi no Nadia) ( Japon)
- Little Nemo (Little Nemo: Adventures in Slumberland) ( États-Unis,  Japon)
- Patlabor (Kido keisatsu patoreba) ( Japon)
- La Petite Sirène (The Little Mermaid) ( États-Unis)
- Le Triomphe de Babar (Babar: The Movie) ( Canada et  France)
- Urotsukidoji, la légende du démon (Chôjin densetsu Urotsukidôji) ( Japon)
- Voyage à Melonia (Resan till Melonia) ( Suède,  Norvège)
- Yoma : Au-delà des ténèbres (Yoma) ( Japon)
- Willy le moineau (Vili, a Véreb) ( Hongrie)

## Années 1990

### 1990
- La Bande à Picsou, le film : Le Trésor de la lampe perdue (DuckTales the Movie: Treasure of the Lost Lamp) ( France et  États-Unis)
- Bernard et Bianca au pays des kangourous (The Rescuers Down Under) ( États-Unis)
- Danger pleine lune (Motýlí cas) ( Tchécoslovaquie et  Canada)
- L'Épée D'or (Золотая шпага / Zolotaya shpaga) ( Union soviétique)
- Man and His World ( Italie)
- Le Prince Casse-Noisette ( Canada)
- Oliver et Olivia (Fuglekrigen i kanøfleskoven) ( Danemark)
- Ot skazki k skazkye (От сказки к сказке) ( Union soviétique)
- Petit Pierre au pays des rêves (Peterchens Mondfahrt) ( Allemagne de l'Ouest)
- Werner – Beinhart! (de) ( Allemagne)

### 1991
- Bamse i trollskogen ( Suède)
- La Belle et la Bête (Beauty and the Beast) ( États-Unis)
- La Légende de Cindy (The Magic Riddle) ( Australie)
- Eneida (Енеїда) ( Union soviétique? -  Ukraine)
- Félix le chat, le film (Felix the Cat: The Movie) ( États-Unis)
- Fievel au Far West (An American Tail: Fievel Goes West) ( États-Unis)
- Froggy et Charlie au pays des pommes de pin (Kalle Stropp och Grodan Boll på svindlande äventyr) ( Suède)
- Homère, le roi des cabots (Rover Dangerfield) ( États-Unis)
- La Princesse et la Forêt magique (The princess and the goblin) ( États-Unis,  Japon et  Hongrie)
- Mozaïka ( Japon)
- Robinson et compagnie ( France)
- Rock-o-rico (Rock-A-Doodle) ( États-Unis)
- Sebastian l'ourson des étoiles (Beertje Sebastiaan: De Geheime Opdracht) ( Pays-Bas)
- Souvenirs goutte à goutte (Omohide poro poro) ( Japon)

### 1992
- Aladdin ( États-Unis)
- Les Aventures extraordinaires de Blinky Bill ( Australie)
- Les Aventures de Zak et Crysta dans la forêt tropicale de FernGully (FernGully: the Last Rainforest) ( Australie et  États-Unis)
- Bebe's Kids ( États-Unis)
- Cool World ( États-Unis)
- Freddie, agent secret (Freddie as F.R.O.7) ( Royaume-Uni)
- Pico et Columbus : Le Voyage magique (Die Abenteuer von Pico und Columbus) ( Allemagne)
- Porco Rosso ( Japon)
- Ramayana: The Legend of Prince Rama (nouvelle sortie en 2000 sous le titre The Prince of Light: The Legend of Ramayana) ( Inde et  Japon)
- Tom et Jerry, le film ( États-Unis)
- The Tune ( États-Unis)
- The Weathering Continent ( Japon)

### 1993
- Batman contre le fantôme masqué (Batman: Mask of the Phantasm) ( États-Unis)
- Comet in Moominland ( Finlande,  Japon et  Pays-Bas)
- L'Étrange Noël de monsieur Jack (The Nightmare Before Christmas) ( États-Unis)
- La Famille Pierrafeu : I Yabba Dabba Dou (I Yabba-Dabba Do!) ( États-Unis)
- Happily Ever After ( États-Unis)
- Hollyrock-a-Bye Baby ( États-Unis)
- Gunnm (Battle Angel Alita) ( Japon) - Composé de 2 OAV
- Jonny's Golden Quest ( États-Unis)
- Jungle Jack (Jungledyret) ( Danemark)
- Mermaid's Scar (Ningyo no kizu) ( Japon)
- Les Mille et Une Farces de Pif et Hercule ( France)
- Ninja Scroll ( Japon)
- Patlabor 2 (Kido keisatsu patoreba) ( Japon)
- La Princesse et la Forêt magique (The Princess and the Goblin) ( Royaume-Uni,  Japon,  Hongrie)
- Le Voleur et le Cordonnier (The Thief and the Cobbler; The Princess and the Cobbler; Arabian Knight) ( États-Unis,  Royaume-Uni et  Canada)
- Le Voyage d'Edgar dans la forêt magique (Once Upon a Forest) ( Royaume-Uni et  États-Unis)
- Les Quatre Dinosaures et le Cirque magique ( États-Unis)
- The Wind of Amnesia (Kaze no na wa amunejia) ( Japon)

### 1994
- Astérix et les Indiens ( France)
- Cinderella ( États-Unis)
- Le Cygne et la Princesse (The Swan Princess) ( États-Unis)
- Darkside Blues ( Japon)
- Felidae ( Allemagne)
- La Leçon Faust ( Tchécoslovaquie)
- Un lutin à Central Park (A Troll in Central Park) ( États-Unis)
- Le Petit Dinosaure : Petit-pied et son nouvel ami (The Land Before Time II: The Great Valley Adventure) ( États-Unis)
- Pompoko (Heisei Tanuki Gassen Ponpoko/平成狸合戦ぽんぽこ) ( Japon)
- Poucelina (Thumbelina) ( États-Unis)
- Le Retour de Jafar (The Return of Jafar) ( États-Unis)
- Le Roi lion (The Lion King) ( États-Unis)
- Taxandria ( Belgique,  Allemagne et  France)

### 1995
- Aladdin et le Roi des voleurs (Aladdin and the King of Thieves) ( États-Unis)
- Balto ( États-Unis)
- Dingo et Max (A Goofy Movie) ( États-Unis)
- Drawn from Memory ( États-Unis)
- Youbi, le petit pingouin (The Pebble and the Penguin) ( Irlande et  États-Unis)
- Ghost in the Shell ( Japon)
- Gumby: Le Film (Gumby: The Movie) ( États-Unis)
- Le Journal d'Anne Frank (Anne no nikki) ( Japon)
- Landlock ( Japon)
- Memories ( Japon)
- Le monde est un grand Chelm (Die Schelme von Schelm) ( France,  Allemagne et  Israël)
- Ninja Scroll (Jubei ninpucho) ( Japon)
- Pierre et le Loup (Peter and the Wolf) ( États-Unis)
- Le Petit Dinosaure et la Source miraculeuse (The Land Before Time III: The Time of the Great Giving) ( États-Unis)
- Pocahontas ( États-Unis)
- Tillie et son petit dragon (The Tales of Tillie's Dragon) ( États-Unis)
- Toy Story / Qc : Histoire de jouets ( États-Unis)
- Si tu tends l'oreille (Mimi wo Sumaseba) ( Japon)
- Le Vent dans les saules ( Royaume-Uni)

### 1996
- All Dogs Go to Heaven 2 ( États-Unis)
- Black Jack (Burakku jakku) ( Japon)
- Beavis et Butt-Head se font l'Amérique (Beavis and Butt-head Do America) ( États-Unis)
- Le Bossu de Notre-Dame (The Hunchback of Notre Dame) ( États-Unis)
- Le Père Noël et le tambour magique (Jultomten och trolltrumman) ( Finlande et  Hongrie)
- Cassiopéia (Cassiopéia - O Filme) ( Brésil)
- Les Conspirateurs du plaisir ( Tchécoslovaquie)
- La Flèche bleue (La Freccia azzurra) ( Italie,  Suisse,  Allemagne et  Luxembourg)
- The Five Suns: A Sacred History of Mexico ( États-Unis)
- Galaxy Express 999 ( Japon)
- James et la Pêche géante (James and the Giant Peach) ( Royaume-Uni et  États-Unis)
- Jungle Jack 2 : La Star de la Jungle (Jungledyret 2 - den store filmhelt) ( Danemark,  Suède,  Norvège et  Finlande)
- Kimagure Orange Road : Cet été là (Soshite, ano natsu no hajimari / そして あの 夏 の 始まり) ( Japon)
- Nanook : Le Grand Combat - ( France,  Canada)
- Le Petit Dinosaure : Voyage au pays des brumes (The Land Before Time IV: Journey Through the Mists) ( États-Unis)
- Werner : Das muß kesseln!!! ( Allemagne)

### 1997
- A Christmas Carol ( États-Unis)
- Anastasia ( États-Unis)
- Babes in Toyland ( États-Unis)
- La Belle et la Bête 2 : Le Noël enchanté (Beauty and the Beast: The Enchanted Christmas) ( États-Unis et  Canada)
- The Brave Little Toaster to the Rescue ( États-Unis)
- Le Cygne et la Princesse 2 : Le Château des secrets (The Swan Princess II) ( États-Unis)
- Danny, le chat superstar (Cats Don't Dance) ( États-Unis)
- Détective Conan : Le Gratte-Ciel infernal ( Japon)
- Death and Rebirth (Evangelion) ( Japon)
- Die furchtlosen Vier ( Allemagne)
- The End of Evangelion ( Japon)
- Hercule (Hercules) ( États-Unis)
- L'Impitoyable Lune de miel ! (I Married a Strange Person!) ( États-Unis)
- Jakten på himlens nyckel ( Suède)
- Léo, roi de la jungle (ジャングル大帝 / Janguru Taitei) ( Japon)
- Megasónicos ( Espagne)
- Mondo Plympton ( États-Unis)
- Neznaika en la lune (Незнайка на Луне / Neznayka na lunè) ( Russie)
- Ninja Resurrection (Makai tensho: Jigoku-hen) ( Japon)
- Perfect Blue ( Japon)
- Lapitch, le petit cordonnier (Cudnovate zgode segrta Hlapica) ( Croatie,  Allemagne)
- Le Petit Dinosaure et l'Île mystérieuse (The Land Before Time V: The Mysterious Island) ( États-Unis)
- Princesse Mononoké (もののけ姫 / Mononoke-hime) ( Japon)
- Tom ja Fluffy ( Estonie)
- The Wave of Rage (Soriton no akuma) ( Japon)
- Winnie l'ourson 2 : Le Grand Voyage (Pooh's Grand Adventure: The Search for Christopher Robin) ( États-Unis)

### 1998
- 1 001 Pattes / Qc : Une vie de bestiole (A Bug's Life) ( États-Unis)
- Ahmed, le prince de l'Alhambra (Ahmed, el príncipe de la Alhambra) ( Espagne)
- Charlie, le conte de Noël ( États-Unis)
- La Légende de Brisby (The Secret of NIMH 2: Timmy to the Rescue) ( États-Unis)
- Cirkeline: Storbyens mus ( Danemark)
- Le Cygne et la Princesse 3 : Le Château enchanté (The Swan Princess: The Mystery of the Enchanted Kingdom) ( États-Unis)
- Excalibur, l'épée magique (Quest for Camelot) ( États-Unis)
- Fire Force DNA Sights 999.9 (Kasei Ryodan DNA Sights 999.9, 火聖旅団ダナサイト９９９A) ( Japon)
- Les Merveilleuses Aventures de Crysta, la fée de la forêt (FernGully 2: The Magical Rescue) ( États-Unis)
- Fourmiz (Antz) ( États-Unis)
- General Chaos: Uncensored Animation ( États-Unis)
- Mofa ama ( Taïwan)
- Gourine et la Queue de renard (Solan, Ludvig og Gurin med reverompa) ( Norvège)
- Jin-Roh, la brigade des loups ( Japon)
- Kirikou et la Sorcière ( France,  Belgique et  Luxembourg)
- The Mighty Kong ( États-Unis)
- Le Mirliton magique (Волшебная свирель / Volshebnaya Svirel) ( Russie)
- Le Monde magique de la Belle et la Bête (Belle's Magical World) ( États-Unis)
- La Mouette et le Chat (La Gabbianella e il gatto) ( Italie)
- Mulan ( États-Unis)
- L'Ombre d'Andersen (H.C. Andersen og den skæve skygge) ( Danemark)
- Le Petit Dinosaure et la Légende du mont Saurus (The Land Before Time VI: The Secret of Saurus Rock) ( États-Unis)
- Le Petit Grille-pain courageux : Objectif Mars (The Brave Little Toaster Goes to Mars) ( États-Unis)
- Pocahontas 2 : Un monde nouveau (Pocahontas II: Journey to a New World) ( États-Unis)
- Pokémon, le film : Mewtwo contre-attaque ( Japon)
- Le Prince d'Égypte (The Prince of Egypt) ( États-Unis)
- ¡Qué vecinos tan animales! ( Espagne)
- Le Roi lion 2 : L'Honneur de la tribu (The Lion King II: Simba's Pride) ( États-Unis et  Australie)
- Rudolphe le renne au nez rouge (Rudolph the Red-Nosed Reindeer: The Movie) ( États-Unis)
- Les Razmoket, le film (The Rugrats Movie) ( États-Unis)
- La Socialisation d'un taureau ? (Socializacija bika?) ( Slovénie)
- Touch: Miss Lonely Yesterday (Are kara, kimi ha...) ( Japon) - La série télévisée est plus connue en France sous le nom de Théo ou la Batte de la victoire
- Totsuzen! Neko no kuni banipal witt ( Japon)

### 1999
- A.Li.Ce ( Japon)
- Alvin et les Chipmunks contre Frankenstein (Alvin and the Chipmunks Meet Frankenstein) ( États-Unis)
- Bartok le magnifique (Bartok the Magnificent) ( États-Unis)
- Card Captor Sakura : Le Film (Sakura, Chasseuse de cartes) (Card Captor Sakura: The Movie) ( Japon)
- Le Château des singes (A Monkey's Tale) ( France,  Royaume-Uni et  Allemagne)
- Cóndor Crux ( Argentine)
- Détective Conan : Le Dernier Magicien du siècle ( Japon)
- Doug, le film (Doug's 1st Movie) ( États-Unis)
- Les Enquêtes de Kindaichi (film 2 - Satsuriku no Deep Blue) ( Japon)
- Fantasia 2000 ( États-Unis)
- Fievel et le Mystère du monstre de la nuit (An American Tail: The Mystery of the Night Monster) ( États-Unis)
- Fifi dans les mers du Sud (Pippi i Söderhavet) ( Suède)
- Kenshin le Vagabond : Le Chapitre de la mémoire (Rurouni Kenshin - Tsuioku Hen) ( Japon) - Composé de quatre OAV
- Gen¹³ ( États-Unis)
- Goomer ( Espagne)
- Le Géant de fer (The Iron Giant) ( États-Unis)
- El Ladrón de Sueños ( Espagne)
- Lotus Lantern ( Chine)
- Madeline à Paris (Madeline: Lost in Paris) ( États-Unis)
- Manuelita ( Argentine)
- Mickey, il était une fois Noël (Mickey's Once Upon a Christmas) ( États-Unis)
- Mes voisins les Yamada (ホーホケキョ　となりの山田くん / Hôhokekyo Tonari no Yamada Kun) ( Japon)
- Pettson et Picpus (Pettson och Findus - katten och gubbens år) ( Suède)
- Pokémon 2 : Le Pouvoir est en toi ( Japon et  États-Unis)
- Le Chat botté
- Le Roi et moi (The King and I) ( États-Unis)
- South Park, le film : Plus long, plus grand et pas coupé (South Park: Bigger Longer & Uncut) ( États-Unis)
- Tarzan ( États-Unis)
- Le Trésor de Sherman (Hot Dogs: Wau - wir sind reich!) ( Allemagne)
- Tobias Totz und sein Löwe ( Allemagne et  Belgique)
- Toy Story 2 ou Histoire de jouets 2 ( États-Unis)
- Werner: Volles Rooäää!!! ( Allemagne)
- Winnie l'ourson : Joyeux Noël (Winnie the Pooh: Seasons of Giving) ( États-Unis)
- You're Under Arrest: Le Film (You're Under Arrest: The Movie) ( Japon)

## Années 2000

### 2000
- Ah! My Goddess! le film (Aa! Megamisama! The Movie) ( Japon)
- Alpamysh (Алпамыш) ( Ouzbékistan)
- Alvin et les Chipmunks contre le loup-garou (Alvin and the Chipmunks Meet the Wolfman) ( États-Unis)
- Les Aventures de Tigrou (The Tigger Movie) ( États-Unis et  Japon)
- Batman, la relève (Batman Beyond: Return of the Joker) ( États-Unis)
- Blood: The Last Vampire ( Japon)
- Buzz l'Éclair, le film : Le Début des aventures (Buzz Lightyear of Star Command: The Adventure Begins) ( États-Unis)
- Chicken Run ( Royaume-Uni)
- Circleen: Mice and Romance (Cirkeline - Ost og kærlighed) ( Danemark)
- Corazón, las alegrías de Pantriste ( Argentine)
- Couac, le vilain petit canard (Duck Ugly) ( Irlande)
- CyberWorld ( États-Unis)
- Détective Conan : Mémoire assassine ( Japon)
- Digimon (Digimon: The Movie) ( Japon)
- Dingo et Max 2 : Les Sportifs de l'extrême (An Extremely Goofy Movie) ( États-Unis)
- Dinosaure (Dinosaur) ( États-Unis)
- Escaflowne : Une fille sur Gaïa (Tsubasa No Kami) ( Japon)
- Fievel et le Trésor de Manhattan (An American Tail: The Treasure of Manhattan Island) ( États-Unis)
- Franklin et le Chevalier vert (Franklin and the Green Knight: The Movie) ( Canada)
- Gloups ! Je suis un poisson (Hjaelp, jeg er en fisk) ( Allemagne,  Irlande et  Danemark)
- Heavy Metal 2000 ( Canada,  États-Unis et  Allemagne)
- L'Hôtel des chiens (Hundhotellet) ( Suède)
- Il était une fois Jésus (The Miracle Maker) ( Russie et  Royaume-Uni)
- La Isla del cangrejo ( Espagne)
- Joseph, le roi des rêves (Joseph: King of Dreams) ( États-Unis)
- Kuzco, l'empereur mégalo (The Emperor's New Groove) ( États-Unis)
- Labyrinth of Flames (Honoo No Labyrinth) ( Japon)
- Leif Ericson (Leif Erickson, Discoverer of North America) ( États-Unis)
- Maetel Legend ( Japon)
- Marco Antonio, rescate en Hong Kong ( Espagne)
- L'Ours Mandarine ( États-Unis)
- Pandavas: The Five Warriors ( Inde)
- Le Petit Dinosaure et la Pierre de feu (The Land Before Time VII: The Stone of Cold Fire) ( États-Unis)
- La Petite Sirène 2 : Retour à l'océan (The Little Mermaid II: Return to the Sea) ( États-Unis,  Canada et  Australie)
- Les Pingouins à la rescousse (Los Pintín al rescate) ( Argentine)
- Pokémon (Pokémon: Mewtwo Returns) ( Japon)
- Pokémon 3 : Le Sort des Zarbi ( Japon)
- Princes et Princesses ( France)
- La Route d'Eldorado (The Road to El Dorado) ( États-Unis)
- Les Razmoket à Paris, le film (Rugrats in Paris: The Movie) ( États-Unis et  Allemagne)
- The Scarecrow ( États-Unis)
- Sinbad: Beyond the Veil of Mists ( Inde et  États-Unis)
- Titan A.E. ( États-Unis)
- Tom Sawyer ( États-Unis)
- Vampire Hunter D : Bloodlust ( Japon)

### 2001
- 10 + 2: La Grand Secret (10+2: El Gran Secreto) ( Espagne)
- Atlantide, l'empire perdu (Atlantis: The Lost Empire) ( États-Unis)
- Barbie : Casse-noisette (Barbie in the Nutcracker) ( États-Unis)
- Bécassine et le Trésor viking ( France)
- La Belle et le Clochard 2 : L'Appel de la rue (Lady and the Tramp II: Scamp's Adventure) ( États-Unis et  Australie)
- Cowboy Bebop: Knockin' on Heaven's Door ( Japon et  États-Unis)
- La Cour de récré (Recess: School's Out) ( États-Unis)
- Final Fantasy : Les Créatures de l'esprit (Final Fantasy: The Spirits Within) ( États-Unis et  Japon)
- La Forêt enchantée (El Bosque animado) ( Espagne)
- Initial D Third Stage ( Japon)
- The Jar: A Tale from the East ( Syrie)
- Jimmy Neutron : Un garçon génial (Jimmy Neutron: Boy Genius) ( États-Unis)
- Kenshin le Vagabond : Le Chapitre de l'Expiation (Rurouni Kenshin - Seisou Hen) ( Japon) - Composé de deux OAV
- La Leyenda del unicornio ( Espagne)
- Metropolis (Metoroporisu) ( Japon)
- Millennium Actress (Sennen joyu / 千年女優) ( Japon)
- Momo à la conquête du temps (Momo alla conquista del tempo) ( Italie et  Allemagne)
- Monkeybone ( États-Unis)
- Monstres et Cie (Monsters, Inc.) ( États-Unis)
- Mr. Blot's Triumph (Tryumf pana Kleksa) ( Pologne)
- Les Mutants de l'espace (Mutant Aliens) ( États-Unis)
- McDull dans les nuages (Mak dau goo si) ( Hong Kong)
- Le Noël des coccinelles (Lepatriinude jõulud) ( Estonie)
- Le Noël magique de Franklin (Franklin's Magic Christmas) ( Canada)
- Osmosis Jones ( États-Unis)
- Le Petit Dinosaure et la Pluie d'étoiles glacées (The Land Before Time VIII: The Big Freeze) ( États-Unis)
- Petit Potam ( France)
- Plume, le petit ours polaire (Der kleine Eisbär) ( Allemagne)
- Pokémon 3 : Le Sort des Zarbi (Pokémon 3: The Movie) ( Japon)
- ReBoot: Daemon Rising ( Canada)
- ReBoot: My Two Bobs ( Canada)
- Run=Dim ( Corée du Sud,  Japon)
- Sakura Wars, le film (Sakura Taisen) ( Japon)
- Scooby-Doo et la Cybertraque (Scooby-Doo and the Cyber Chase) ( États-Unis)
- Shrek ( États-Unis)
- Le Voyage de Chihiro (Sen To Chihiro No Kamihahushi) ( Japon)
- Titanic: The Animated Movie ( Italie)
- Touch : Cross Road (Kaze no yukue) ( Japon) - La série télévisée est plus connue en France sous le nom de Théo ou la Batte de la Victoire
- La Trompette magique (The Trumpet of the Swan) ( États-Unis)
- Un chant de Noël (Christmas Carol: The Movie) ( Royaume-Uni et  Allemagne)
- Waking Life ( États-Unis)
- Wallace et Gromit : Les Incroyables Aventures (The Incredible Adventures of Wallace & Gromit) ( États-Unis) - Composé de 3 courts-métrages
- Aida degli alberi ( Italie et  Royaume-Uni)

### 2002
- L'Âge de glace (Ice Age) ( États-Unis)
- Alibaba ( Inde)
- Balto 2 : la quête du loup (Balto II: Wolf Quest) ( États-Unis)
- Barbie, princesse Raiponce (Barbie as Rapunzel) ( États-Unis)
- Le Bossu de Notre-Dame 2 : Le Secret de Quasimodo (The Hunchback of Notre Dame II) ( États-Unis)
- Cendrillon 2 : Une vie de princesse (Cinderella II: Dreams Come True)  États-Unis)
- Le Chant du cerf merveilleux (Song of the Miraculous Hind) (Ének a csodaszarvasról) ( Hongrie)
- Corto Maltese : La Cour secrète des Arcanes ( France,  Italie et  Luxembourg)
- La Colline du Dragon (Dragon Hill. La Colina del dragón) ( Espagne)
- Eden ( Pologne)
- Huit Nuits folles d'Adam Sandler ( États-Unis)
- L'Enfant qui voulait être un ours (Drengen der Ville Vaere Bjorn) ( Danemark et  France)
- La Famille Delajungle, le film (The Wild Thornberrys Movie) ( États-Unis)
- Fimfárum ( République tchèque)
- Hé Arnold !, le film (Hey Arnold!: The Movie) ( États-Unis)
- Svyatoy lis ( Géorgie)
- Jonah: A VeggieTales Movie ( États-Unis)
- Karlsson sur le toit (Karlsson på taket) ( Suède et  Norvège)
- Kwentong kayumanggi ( Philippines)
- La Légende de Tarzan et Jane (Tarzan & Jane) ( États-Unis)
- Lilo et Stitch (Lilo & Stitch) ( États-Unis)
- Mari Iyagi (My Beautiful Girl, Mari) ( Corée du Sud)
- Mercano, le Martien (Mercano, el marciano) ( Argentine)
- Patlabor 3: WXIII (Kidô keisatsu patorebâ) ( Japon)
- Peter Pan 2 : Retour au Pays imaginaire (Return to Never Land) ( États-Unis,  Canada et  Australie)
- Le Petit Dinosaure : Mo, l'ami du grand large (The Land Before Time IX: Journey to Big Water) ( États-Unis)
- La Planète au trésor, un nouvel univers (Treasure Planet) ( États-Unis)
- Pokémon 4ever ( Japon,  États-Unis)
- Pokémon : les héros de Pokémon (Pokemon: Pokémon Heroes) ( Japon)
- La Princesse au petit pois ( États-Unis)
- Le Royaume des chats (Neko no ongaeshi) ( Japon)
- Spirit, l'étalon des plaines (Spirit: Stallion of the Cimarron) ( États-Unis)
- Les Supers Nanas, le film (The Powerpuff Girls Movie) ( États-Unis)
- Tamala 2010 : Une chatte punk dans l'espace (Tamala 2010) ( Japon)
- Tom et Jerry : L'Anneau magique (Tom and Jerry: The Magic Ring) ( États-Unis)
- Tristan et Iseut ( Luxembourg,  France)
- Rêves d'androïde (Parumu no ki) ( Japon)
- Rolie Polie Olie - Drôle de cadeau (Rolie Polie Olie: The Baby 'Bot Chase) ( Canada,  États-Unis)

### 2003
- Les 101 Dalmatiens 2 : Sur la trace des héros (101 Dalmatians II: Patch's London Adventure) ( États-Unis)
- Les Énigmes de l'Atlantide (Atlantis: Milo's Return) ( États-Unis)
- Aero-Troopers (Aero-Troopers: The Nemeclous Crusade) ( États-Unis)
- Ark, le dieu robot (Ark) ( États-Unis,  Corée du Sud)
- Les Aventures de Porcinet (Piglet's Big Movie) ( États-Unis)
- Barbie et le Lac des cygnes (Barbie of Swan Lake) ( États-Unis)
- Batman : La Mystérieuse Batwoman (Batman: Mystery of the Batwoman) ( États-Unis)
- Bionicle: Mask of Light ( États-Unis)
- Bolivar, el héroe ( Colombie)
- Captain Sabertooth (Kaptein Sabeltann) ( Norvège)
- Le Petit Monde de Charlotte 2 ( États-Unis)
- A Christmas Carol ( Japon)
- Le Chien, le Général et les Oiseaux ( Italie,  France)
- Elysium ( Corée du Sud)
- Les Enfants de la pluie ( France)
- Frère des ours (Brother Bear) ( États-Unis)
- Hammer Boy ( Corée du Sud)
- Interstella 5555 ( Japon,  France)
- Jacob et sa princesse (Карлик нос / Karlik Nos) ( Russie)
- Jester Till ( Allemagne,  Belgique)
- Jours d'hiver (Fuyu no hi) ( Japon) collaboration entre plusieurs grands noms de l'animation mondiale
- Kaena, la prophétie (Kaena: The Prophecy) ( France et  Canada)
- La Légende de Parva ( France,  Italie)
- La Légende du Cid (El Cid, la leyenda) ( Espagne)
- Le Livre de la jungle 2 (The Jungle Book 2) ( États-Unis et  Australie)
- Les Looney Tunes passent à l'action (Looney Tunes: Back in Action) ( États-Unis)
- Magos y gigantes ( Mexique)
- Más vampiros en La Habana ( Cuba et  Espagne)
- Le Monde de Nemo (Finding Nemo) ( États-Unis)
- Mon petit poney : La Promenade des princesses (My Little Pony: The Princess Promenade) ( États-Unis)
- Nasu, un été andalou (Nasu, Andalusia no Natsu) ( Japon)
- Opopomoz ( Italie,  France et  Espagne)
- Oseam ( Corée du Sud)
- Y Mabinogi ( Royaume-Uni)
- Le Petit Dinosaure : Les Long-cous et le Cercle de lumière (The Land Before Time X: The Great Longneck Migration) ( États-Unis)
- La Prophétie des grenouilles ( France)
- Les Contes de l'horloge magique ( France)
- Rescue Heroes : Les Sauveteurs du monde (Rescue Heroes: The Movie) ( Canada)
- Recess: All Growed Down ( États-Unis)
- Recess: Taking the 5th Grade ( États-Unis)
- Les Razmoket rencontrent les Delajungle (Rugrats Go Wild!) ( États-Unis)
- La Rentrée des classes de Franklin (Back to School with Franklin) ( Canada)
- Rolie Polie Olie - Les Chevaliers du rire (Rolie Polie Olie: The Great Defender of Fun) ( Canada et  États-Unis)
- Sinbad : La Légende des sept mers (Sinbad: Legend of the Seven Seas) ( États-Unis)
- Stitch ! le film (Stitch! The Movie) ( États-Unis)
- Scooby-Doo et les Vampires (Scooby-Doo and the Legend of the Vampire) ( États-Unis)
- Scooby-Doo et le Monstre du Mexique (Scooby-Doo and the Monster of Mexico) ( États-Unis)
- Son of Alladin ( Inde)
- Tokyo Godfathers ( Japon)
- Les Triplettes de Belleville ( France,  Belgique,  Canada et  Royaume-Uni)
- Les Trois Rois Mages ( France et  Espagne)
- Totò Sapore e la magica storia della pizza ( Italie)
- Werner : Gekotzt wird später! ( Allemagne)
- Wonderful Days ( Corée du Sud et  États-Unis)
- Viva Carthago ( Tunisie et  France)

### 2004
- Alyosha Popovich i Tugarin Zmey (Алёша Попович и Тугарин Змей) ( Russie)
- Appleseed (アップルシ－ド) ( Japon)
- Les Aventures extraordinaires de Michel Strogoff ( France)
- Les Aventures de Petit Gourou (Winnie the Pooh: Springtime with Roo) ( États-Unis)
- Balto 3 : Sur l'aile du vent (Balto III: Wings of Change) ( États-Unis)
- Barbie : Cœur de princesse (Barbie as the Princess and the Pauper) ( États-Unis)
- Bionicle 2 : Les Légendes de Metru Nui ( États-Unis)
- Bob l'éponge, le film (The SpongeBob SquarePants Movie) ( États-Unis)
- Bratz: The Video: Starrin' and Stylin' ( États-Unis)
- Les Bisounours au royaume des Rigolos (Care Bears: Journey to Joke-a-lot) ( États-Unis et  Canada)
- Channel Chasers ( États-Unis)
- Le Château ambulant (Hauru no ugoku shiro) ( Japon)
- Cirkeline 3 : Little Big Mouse (Cirkeline og Verdens mindste superhelt) ( Danemark)
- Clifford's Really Big Movie ( États-Unis)
- Derrick : Die Pflicht ruft! ( Allemagne et  Irlande)
- Dragons: Fire and Ice ( Canada)
- L'Étoile de Laura (Lauras Stern) ( Allemagne)
- La ferme se rebelle (Home on the Range) ( États-Unis)
- Fire Ball ( Taïwan)
- Gang de requins (Shark Tale) ( États-Unis)
- G.I. Joe: Valor vs. Venom ( États-Unis)
- Hair High ( États-Unis)
- Homeland ( Indonésie)
- L'Île de Black Mór ( France)
- Les Indestructibles (The Incredibles) ( États-Unis)
- Ghost in the Shell 2: Innocence ( Japon)
- Kangourou Jack 2 : Bonjour l'Amérique (Kangaroo Jack: G'Day U.S.A.!) ( États-Unis)
- Lady Death ( États-Unis)
- The Legend of Buddha ( Inde)
- The Legend of the Sky Kingdom ( Zimbabwe)
- Mickey, Donald, Dingo : Les Trois Mousquetaires (Mickey, Donald, Goofy: The Three Musketeers) ( États-Unis)
- Le Monde fabuleux de Gaya (Back To Gaya) ( Allemagne)
- Mind Game (マインド ゲーム) ( Japon)
- Muhammad: The Last Prophet ( États-Unis)
- Mulan 2 : La Mission de l'Empereur (Mulan II) ( États-Unis)
- Naruto et la Princesse des neiges ( Japon)
- Neznaika et le Barabass (Незнайка и Баррабасс / Neznayka i Barrabass) ( Russie)
- The Nutcracker and the Mouseking ( États-Unis,  Allemagne et  Russie)
- Nyócker ! ( Hongrie)
- Patoruzito ( Argentine)
- Le Petit Dinosaure : L'invasion des Minisaurus (The Land Before Time XI: Invasion of the Tinysauruses) ( États-Unis)
- Pinocchio le robot (P3K: Pinocho 3000) ( Canada,  France,  Espagne)
- Pokémon : Jirachi le faiseur de vœux (Pokemon: Jirachi Wishmaker) ( Japon,  États-Unis)
- Pokémon : La Destinée de Deoxys (Pokemon: Destiny Deoxys) ( Japon,  États-Unis)
- Le Pôle express (The Polar Express) ( États-Unis)
- Le Roi lion 3 : Hakuna Matata (The Lion King 1½) ( États-Unis)
- Scooby-Doo et le Monstre du Loch-Ness (Scooby-Doo and the Loch Ness Monster) ( États-Unis)
- Shrek 2 ( États-Unis)
- Souvenir du capital (Столичный сувенир / Stolichnyy suvenir) ( Russie)
- Steamboy ( Japon)
- Supervagabonds (Supertramps) ( Espagne)
- T'choupi ( France)
- Teacher's Pet ( États-Unis)
- Terkel in Trouble ( Danemark)
- La Tour au-delà des nuages (雲のむこう、約束の場所 / Kumo no mukô, yakusoku no basho) ( Japon)
- Tracing Jake ( Japon)

### 2005
- Aloha, Scooby-Doo ( États-Unis)
- À travers mes grosses lunettes (Nå skal du høre...) ( Norvège)
- À vos souhaits les Calinours ! (The Care Bears' Big Wish Movie) ( Canada)
- Barbie et le Cheval magique (Barbie and the Magic of Pegasus 3-D) ( États-Unis)
- Barbie Fairytopia ( États-Unis)
- Bionicle 3: Web of Shadows ( États-Unis)
- Chicken Little ( États-Unis)
- Disaster! ( États-Unis)
- Final Fantasy VII: Advent Children ( Japon)
- Franz et le Chef d'orchestre (Bland tistlar) ( Suède)
- Fullmetal Alchemist: Conqueror of Shamballa (劇場版「鋼の錬金術師　シャンバラを征く者」 Gekijōban Hagane no Renkinjutsushi: Shanbara o Yuku Mono) ( Japon)
- Gisaku ( Espagne)
- Hanuman ( Inde)
- The Happy Elf ( États-Unis)
- L'Impératrice Chung (Empress Chung) ( Corée du Sud et  Corée du Nord)
- L'Incroyable Histoire de Stewie Griffin (Stewie Griffin: The Untold Story) ( États-Unis)
- Kirikou et les Bêtes sauvages ( France)
- Kuzco 2 : King Kronk (Kronk's New Groove) ( États-Unis)
- La Légende de la pierre de Guelel ( Japon)
- Lil' Pimp ( États-Unis)
- Lilo et Stitch 2 : Hawaï, nous avons un problème! (Lilo & Stitch 2: Stitch Has a Glitch) ( États-Unis)
- Le Livre du mort (Shisha no Sho) ( Japon)
- Madagascar ( États-Unis)
- Mon petit poney : Le Joyeux Noël de Minty (My Little Pony: A Very Minty Christmas) ( États-Unis)
- Wallace et Gromit : Le Mystère du lapin-garou (Wallace & Gromit: The Curse of the Were-Rabbit) ( Royaume-Uni et  États-Unis)
- Myuu to Hadō no Yūsha Rukario (ミュウと波導の勇者 ルカリオ) ( Japon)
- Les Noces funèbres (Corpse Bride) ( États-Unis)
- Nyócker ! ( Hongrie)
- Peter Cottontail (Here Comes Peter Cottontail: The Movie) ( États-Unis)
- Pettson och Findus 3: Tomtemaskinen ( Suède)
- Les Pirates du Pacifique (Piratas en el Callao) ( Pérou)
- Plume et l'Île mystérieuse (Der kleine Eisbär 2 : Die geheimnisvolle Insel) ( Allemagne)
- Pollux, le manège enchanté ( Royaume-Uni et  France)
- The Proud Family Movie ( États-Unis)
- Robots ( États-Unis)
- Le Roman de Renart ( Luxembourg)
- Scooby-Doo au pays des pharaons (Scooby Doo in Where's My Mummy?) ( États-Unis)
- Songe d'une nuit d'été (El Sueño de una noche de San Juan) ( Espagne et  Portugal)
- Stuart Little 3 : En route pour l'aventure (Stuart Little 3: Call of the Wild) ( États-Unis)
- Tarzan 2 (Tarzan II) ( États-Unis)
- Thru the Moebius Strip (en) ( Chine et  États-Unis)
- Tom et Jerry : Destination Mars (Tom and Jerry Blast Off to Mars) ( États-Unis)
- Tom et Jerry : La Course de l'année(Tom and Jerry: The Fast and the Furry) ( États-Unis)
- Les Trois Mousquetaires (Trīs musketieri) ( Danemark et  Lettonie)
- Vaillant, pigeon de combat ! (Valiant) ( Royaume-Uni)
- La Vallée d'Émeraude (Arashi no Yoru ni / あらしのよるに) ( Japon)
- La Véritable Histoire du Petit Chaperon rouge ( États-Unis)
- Winnie l'ourson et l'Éfélant (Pooh's Heffalump Movie) ( États-Unis)
- Winnie l'ourson : Lumpy fête Halloween (Pooh's Heffalump Halloween Movie) ( États-Unis)

### 2006
- The Adventures of Brer Rabbit ( États-Unis)
- L'Âge de glace 2 (Ice Age: The Meltdown) ( États-Unis)
- Animal Crossing ( Japon)
- Amer Béton (Tekkon Kinkreet/鉄コン筋クリート) ( Japon)
- Arthur et les Minimoys (Arthur and the Minimoys) ( France)
- A Scanner Darkly ( États-Unis)
- Astérix et les Vikings ( France et  Danemark)
- Atagoal wa neko no mori (アタゴオルは猫の森) ( Japon)
- Les Aventures de Impy le Dinosaure (Urmel aus dem Eis) ( Allemagne)
- Azur et Asmar ( France)
- Bambi 2 ( États-Unis)
- Barbie au bal des douze princesses (Barbie in The 12 Dancing Princesses) ( États-Unis)
- Barbie Mermaidia ( États-Unis)
- Bleach: Memories of Nobody (Gekijouban Bleach) ( Japon)
- Blood Tea and Red String ( États-Unis)
- Brave Story (ブレイブ・ストーリー / Bureibu sutōrī) ( Japon)
- Cars / Qc : Les Bagnoles ( États-Unis)
- Les Contes de Terremer (ゲド戦 / Gedo Senki) ( Japon)
- Crayon Shin-chan: Densetsu wo Yobu Odore! Amigo! ( Japon)
- Cristóbal Molón ( Espagne)
- Desmond et la créature du marais (Desmond & Träskpatraskfällan) ( Suède)
- Détective Conan: Le Requiem des détectives (Tantei Tachi no Requiem) ( Japon)
- Dieter : Der Film ( Allemagne)
- Dobrynya Nikitich i Zmey Gorynych (Добрыня Никитич и Змей Горыныч) ( Russie)
- Doogal ( États-Unis)
- Dragons : La Destinée du feu (Dragones : destino de fuego) ( Pérou)
- L'éléphant bleu (Khan Kluay / ก้านกล้วย) ( Thaïlande)
- Everyone's Hero ( Canada,  États-Unis)
- La Ferme en folie (Barnyard) ( États-Unis)
- Fimfárum 2 ( République tchèque)
- Franklin et le Trésor du lac (Franklin and Granny's Secret) ( Canada et  France)
- Frère des ours 2 / Qc : Mon frère l'ours 2 (Brother Bear 2) ( États-Unis)
- Georges le petit curieux (Curious George) ( États-Unis)
- Ghost in the Shell: S.A.C. Solid State Society ( Japon)
- Happy Feet / Qc : Les Petits Pieds du bonheur ( Australie et  États-Unis)
- Hui Buh : Le Fantôme du château (Hui Buh - Das Schlossgespenst) ( Allemagne)
- João Sete Sete ( Portugal)
- Krishna ( Inde)
- Le Journal de Barbie (The Barbie Diaries) ( États-Unis)
- Kong: Return to the Jungle ( États-Unis)
- Leroy et Stitch ( États-Unis)
- Libérez Jimmy (Free Jimmy, Slipp Jimmy fri) ( Norvège,  Danemark et  Royaume-Uni)
- Lotte from Gadgetville (Leiutajateküla Lotte) ( Estonie,  Lettonie)
- Lucas, fourmi malgré lui / Qc : Le Tyran des fourmis (The Ant Bully) ( États-Unis)
- Mobile Suit Zeta Gundam - A New Translation III (Kidou Senshi Z Gundam III - Hoshi no Kodo wa Ai) ( Japon)
- Monsieur et Monsieur ( République tchèque)
- Monster House / Qc : La Maison monstre ( États-Unis)
- La Montagne aux bijoux (Kuh-e javaher) ( Iran)
- Mission spéciale au pays de la Lune ( Japon)
- Nom de code : Kids Next Door ( États-Unis)
- Nos voisins, les hommes (Over the Hedge) ( États-Unis)
- One Piece : Le Grand Soldat mécanique du château Karakuri (One Piece Movie 7 - Karakuri Jo no Meka Kyohei) ( Japon)
- Origine (銀色の髪のアギト / Gin-iro no kami no Agito) ( Japon)
- Paprika (パプリカ / Papurika) ( Japon)
- Patoruzito, la gran aventura ( Argentine)
- Le Petit Dinosaure et le jour du grand envol (The Land Before Time XII: The Day of the Flyers) ( États-Unis)
- Le Petit Emmerdeur et le Vieux Con (Das kleine Arschloch und der alte Sack - Sterben ist Scheiße) ( Allemagne)
- Piccolo, Saxo et Compagnie ( France et  Roumanie)
- Princesse (Princess) ( Danemark et  Allemagne)
- Prince Vladimir (Knyaz Vladimir/Князь Владимир) ( Russie)
- Queer Duck: The Movie ( États-Unis)
- El Ratón Pérez ( Argentine)
- Les Rebelles de la forêt (Open Season) ( États-Unis)
- Renaissance ( France)
- Robotech: The Shadow Chronicles ( États-Unis)
- Romeo and Juliet: Sealed with a Kiss ( États-Unis)
- Rox et Rouky 2 (The Fox and the Hound 2) ( États-Unis)
- Scooby-Doo et le Triangle des Bermudes ( États-Unis)
- Le Secret de l'empereur (Keisarin salaisuus) ( Finlande)
- Souris City (Flushed Away) ( Royaume-Uni et  États-Unis)
- Superman: Brainiac Attacks ( États-Unis)
- La Traversée du temps (Toki o kakeru shôjo) ( Japon)
- Tom and Jerry: Shiver Me Whiskers ( États-Unis)
- Tony Hawk in Boom Boom Sabotage ( États-Unis)
- U ( France)
- Ultimate Avengers ( États-Unis)
- Ultimate Avengers 2 ( États-Unis)
- Una película de huevos ( Mexique)
- La Véritable Histoire du Petit Chaperon rouge (Hoodwinked) ( États-Unis)
- Le Vilain Petit Canard et moi (Den Grimme ælling og mig) ( Danemark)
- The Wild ( États-Unis et  Canada)
- Wood e Stock: Sexo, Orégano e Rock’n’Roll ( Brésil)

### 2007
- 5 centimètres par seconde ( Japon)
- A Dream of a Precious Day (소중한 날의 꿈) ( Corée du Sud)
- Ali Baba and the Forty Thieves: The Lost Scimitar of Arabia ( États-Unis)
- Alice in Wonderland: What's the Matter With Hatter? ( États-Unis)
- Alien Pile (Чужая куча (Chuzhaya kucha)) ( Russie)
- Alvin et les Chipmunks ( États-Unis)
- Appleseed Ex Machina (エクスマキナ / Ekusu Makina) ( Japon)
- Aqua Teen Hunger Force Colon Movie Film for Theaters ( États-Unis)
- Ard Al-Taff ( Liban)
- Audition (오디션) ( Corée du Sud)
- Barbie Fairytopia: Magic of the Rainbow ( États-Unis)
- Bee Movie ( États-Unis)
- Bienvenue chez les Robinson (Meet the Robinsons) ( États-Unis)
- Billy and Mandy: Wrath of the Spider Queen ( États-Unis)
- Billy and Mandy's Big Boogey Adventure ( États-Unis)
- Blanche-Neige, la suite ( Belgique,  France,  Pologne et  Royaume-Uni)
- Bratz Fashion Pixiez ( États-Unis)
- Bratz Kidz ( États-Unis)
- Care Bears: Oopsy Does It! ( États-Unis)
- Cat City 2 (Macskafogó 2) ( Hongrie)
- Cykelmyggen og Dansemyggen ( Danemark)
- De profundis ( Espagne)
- Détective Conan : Jolly Roger et le Cercueil bleu azur ( Japon)
- Doctor Strange ( États-Unis)
- Donkey Xote (Les Folles Aventures de Rucio) ( Espagne et  Italie)
- Egon and Dönci ( Hongrie)
- Elias and the Royal Yacht (Elias og kongeskipet) ( Norvège)
- One Piece: Episode of Alabasta: The Desert Princess and Pirates ( Japon)
- Evangelion: 1.0 You Are (Not) Alone ( Japon)
- Flatland, le film (Flatland the Film) ( États-Unis)
- La Forêt de Miyori (Miyori no mori) ( Japon)
- Friends Forever ( Inde)
- Frog Paradise (Лягушачий Рай / Lyagushachiy Rai) ( Russie)
- Garfield Gets Real ( États-Unis)
- Genius Party ( Japon)
- Ghatothkach ( Inde)
- Glitz 'N' Glamour with the Bratz ( États-Unis)
- Gnomes! ( États-Unis)
- La Grande Aventure de Bender (Bender's Big Score) ( États-Unis)
- Grandma Yozhka and Others (Бабка Ёжка и другие (Babka Yozhka i drugiye)) ( Russie)
- Hanuman 2 ( Inde)
- Cendrillon et le Prince (pas trop) charmant (Qc : Au royaume désenchanté) (Happily N'Ever After) ( États-Unis et  Allemagne)
- Highlander: The Search for Vengeance ( États-Unis)
- L'Histoire d'une mère (The Story of a Mother) ( États-Unis)
- Holy Night ( Espagne)
- Ilya Muromets and Nightingale the Robber (Илья Муромец и Соловей Разбойник (Ilya Muromets i Solovey Razboynik)) ( Russie)
- Iron Man invincible (The Invincible Iron Man) ( États-Unis)
- JoJo's Bizarre Adventure: Phantom Blood (ファントムブラッド) ( Japon)
- Jungle Book: Rikki-Tikki-Tavi to the Rescue ( États-Unis)
- Jungle Jack 3 (Jungeldyret Hugo - Fræk som altid) ( Danemark,  Lettonie et  Norvège)
- Krakatuk (Кракатук) ( Russie)
- Krishna: Makhan Chor ( Inde)
- Krishna: Kansa Vadh ( Inde)
- Krishna: In Vrindavan ( Inde)
- Lava Kusa : The Warrior Twins ( Inde)
- La Légende de Beowulf ( États-Unis)
- Little Vuk (A kis Vuk) ( Hongrie)
- Memory Hotel ( Allemagne)
- Minushi ( Canada)
- Monica's Gang: An Adventure in Time (Turma da Mônica em Uma Aventura No Tempo) ( Brésil)
- Mosaic ( États-Unis)
- Naruto Shippuden : Un funeste présage (劇場版ＮＡＲＵＴＯ−ナルト− 疾風伝 / Gekijōban Naruto Shippūden) ( Japon)
- Nocturna, la nuit magique ( Espagne,  France,  Royaume-Uni)
- One Night in One City (Jedné noci v jednom městě) ( République tchèque)
- Persépolis ( France)
- Phreex ( États-Unis)
- Piano Forest ( Japon)
- Pokémon : L'Ascension de Darkrai (Gekijōban Poketto Monsutā Daiyamondo Pāru Diaruga tai Parukia tai Dākurai) ( Japon)
- Quest for a Heart (Röllin sydän) ( Finlande,  Royaume-Uni et  Allemagne)
- Ratatouille ( États-Unis)
- La Reine Soleil ( France,  Hongrie et  Belgique)
- RH- ou Hemoglobine, a Vampire of Seville ( Espagne)
- Robin Hood: Quest For The King ( États-Unis)
- Rockfish ( États-Unis)
- Les Rois de la glisse (Surf's Up) ( États-Unis)
- Röllin sydän ( Finlande)
- Secrets of the Seven Sounds ( Canada et  Royaume-Uni)
- Shakugan no Shana, le film (劇場版 灼眼のシャナ / gekijōban shakugan no Shana) ( Japon)
- Shrek le troisième (Shrek the Third) ( États-Unis)
- Le Sortilège de Cendrillon (Cinderella III: A Twist in Time) ( États-Unis)
- Spatula Madness ( États-Unis)
- Strawberry Shortcake: Berry Blossom Festival ( États-Unis)
- Superman: Doomsday ( États-Unis)
- Sword of the Stranger (ストレンヂア 無皇刃譚, Sutorenjia Mukō Hadan?) ( Japon)
- Tengers ( Afrique du Sud)
- Terra ( États-Unis)
- The Legend of Secret Pass ( États-Unis)
- The Magic Cube (El cubo mágico) ( Espagne)[3]
- The Prince and the Pauper: Double Trouble ( États-Unis)[4]
- Les Simpson, le film (The Simpsons Movie) ( États-Unis)
- The Three Musketeers: Saving The Crown ( États-Unis)
- Les Trois Brigands (Die drei Räuber) ( Allemagne)
- The Warrior (勇士) ( Chine)
- TMNT : Les Tortues Ninja (TMNT) ( États-Unis)
- Tous à l'Ouest ( France)
- We Are the Strange ( États-Unis,  Japon et  Pologne)
- Yobi, le renard à cinq queues (천년여우 여우비 - Chunnyun-yeowoo Yeowoobi) ( Corée du Sud)
- Zambezia ( Afrique du Sud)
- Zorro: Generation Z ( États-Unis)

### 2008
- Chasseurs de dragons ( France)
- Cher Ami... ¡y yo! (Flying Heroes) ( Espagne)
- Un été avec Coo ( Japon)
- Delgo ( États-Unis)
- La Fée Clochette (Tinker Bell) ( États-Unis)
- Félix et Cie (The Missing Lynx, El Lince Perdido) ( Espagne)
- Fly Me to the Moon ( Belgique)
- Friends Forever ( Inde)
- Horton ( États-Unis)
- Igor ( États-Unis et  France)
- Kung Fu Gecko ( Singapour)
- Kung Fu Panda ( États-Unis)
- Lancedragon (Dragonlance: Dragons of Autumn Twilight) ( États-Unis)
- Madagascar 2 ( États-Unis)
- Max et Co ( Belgique,  France,  Royaume-Uni et  Suisse)
- Mia et le Migou ( France)
- Le Monde merveilleux de Impy (Urmel voll in Fahrt) ( Allemagne)
- Moomin et la folle aventure de l'été (Muumi ja vaarallinen juhannus) ( Finlande)
- Naruto Shippuden : Les Liens ( Japon)
- Niko, le petit renne ( Allemagne,  Danemark,  Finlande,  Irlande)
- Peur(s) du noir ( France)
- Ponyo sur la falaise (崖の上のポニョ, Gake no ue no Ponyo) ( Japon)
- Le Secret de la Petite Sirène (The Little Mermaid III) ( États-Unis)
- Le Sens de la vie pour 9.99$ ( Israël et  Australie)
- Sing to the Dawn ( Singapour)
- Star Wars: The Clone Wars ( États-Unis)
- The Spirit of the Forest (Espíritu del bosque) ( Espagne)
- Valse avec Bachir (Vals Im Bashir) ( Israël,  France et  Allemagne)
- Vexille ( Japon)
- WALL-E ( États-Unis)
- Winx Club : Le Secret du royaume perdu (Il segreto del regno perduto) ( Italie)
- Barry, le roi du disco (Disco Ormene) ( Allemagne et  Danemark)

### 2009
- 3 amis mènent l'enquête (Mullewapp - Das große Kinoabenteuer der Freunde) ( Allemagne,  France et  Italie)
- L'Âge de glace 3 ( États-Unis)
- Alvin et les Chipmunks 2 ( États-Unis)
- L'Anniversaire d'Alice (День рождения Алисы / Den rozhdeniya Alicy) ( Russie)
- Arthur et la Vengeance de Maltazard ( France)
- Astro Boy ( Japon et  États-Unis)
- Brendan et le Secret de Kells (Brendan and the Secret of Kells) ( Belgique,  Irlande et  France)
- Bob et Bobette : Les Diables du Texas ( Belgique)
- Coraline ( États-Unis)
- L'éléphant bleu 2 (Khan Kluay 2 / ก้านกล้วย 2) ( Thaïlande)
- Evangelion: 2.0 You Can (Not) Advance ( Japon)
- Fantastic Mr. Fox ( États-Unis)
- First Squad: The Moment of Truth (Faasuto Sukuwaddo) ( Russie,  Canada et  Japon)
- Kérity la maison des contes ( France)
- Là-haut (Up) ( États-Unis)
- Lascars ( France)
- La Légende de Despereaux (The Tale of Despereaux) ( États-Unis et  Royaume-Uni)
- Le Roi des ronces (King of Thorn - Ibara no O) ( Japon)
- La Véritable Histoire du chat botté ( France,  Belgique et  Suisse)
- Les aventures de Don Quichotte ( Espagne)
- Mary and Max ( Australie)
- Monstres contre aliens (Monsters vs. Aliens) ( États-Unis)
- Naruto Shippuden : La Flamme de la volonté ( Japon)
- Numéro 9 (9) ( États-Unis)
- Panique au village ( Belgique)
- Planète 51 (Planet 51) ( Espagne,  Royaume-Uni et  États-Unis)
- La Princesse et la Grenouille (The Princess and the Frog) ( États-Unis)
- Sita chante le blues (Sita sings the blues) ( États-Unis et  Inde)
- Summer Wars ( Japon)
- Tempête de boulettes géantes ( États-Unis)
- Volt, star malgré lui (Bolt) ( États-Unis)
- Winnetoons: Die Legende vom Schatz im Silbersee ( Allemagne)
- Yona, la légende de l'oiseau-sans-aile (Yonayona pengin) ( France et  Japon)
- Yugio 2: Gekjiko ban ( Japon)

## Années 2010

### 2010
- Allez raconte ( France)
- Alpha et Oméga (Alpha and Omega) ( États-Unis)
- Animaux et Cie (Konferenz der Tiere) ( Allemagne)
- L'Apprenti Père Noël ( France)
- Arrietty, le petit monde des chapardeurs (Karigurashi no Arietti) ( Japon)
- Arthur et la Guerre des deux mondes ( France)
- Barbie et la Magie de la mode (Barbie: A Fashion Fairy Tale) ( États-Unis)
- Barbie et le Secret des sirènes (Barbie in A Mermaid Tale) ( États-Unis)
- Batman et Red Hood : Sous le masque rouge (Batman: Under the Red Hood) ( États-Unis)
- Bleach: Hell Verse (Bleach: Jigoku-hen) ( Japon)
- Boogie (El Aceitoso) ( Argentine)
- Colorful (カラフル, Karafuru?) ( Japon)
- Détective Conan : L'Arche du Ciel (Meitantei Konan: Tenkuu no Rosuto Shippu) ( Japon)
- La Disparition de Haruhi Suzumiya (Suzumiya Haruhi no Shōshitsu) ( Japon)
- Dragons (How To Train Your Dragon) ( États-Unis)
- L'Illusionniste ( France,  Royaume-Uni)
- Le Marchand de sable (Das Sandmännchen - Abenteuer im Traumland) ( Allemagne et  France)
- Megamind ( États-Unis)
- Moi, moche et méchant (Despicable Me) ( États-Unis)
- Les Moomins et la Chasse à la comète (Muumi ja punainen pyrstötähti) ( Finlande)
- Naruto Shippuden: The Lost Tower (Gekijōban Naruto Shippūden - Za Rosuto Tawā) ( Japon)
- Pokémon : Zoroark, le Maître des Illusions (Gekijōban Poketto Monsutā Daiyamondo ando Pāru: Gen'ei no Hasha: Zoroāku) ( Japon)
- Plumíferos : Aventuras voladoras ( Argentine)
- Quantum Quest: A Cassini Space Odyssey ( États-Unis)
- Raiponce (Tangled) ( États-Unis)
- Le Royaume de Ga'hoole (Legend of the Guardians: The Owls of Ga'Hoole) ( États-Unis)
- Shrek 4 (Shrek Forever After) ( États-Unis)
- Space Dogs (Belka i Strelka. Zvezdnye sobaki) ( Russie)
- Toy Story 3 ( États-Unis)
- Une vie de chat ( France,  Pays-Bas,  Suisse et  Belgique)
- Le Voyage extraordinaire de Samy (Sammy's Avonturen: De geheime doorgang) ( Belgique)

### 2011
- Alvin et les Chipmunks 3 (Alvin and the Chipmunks: Chipwrecked) ( États-Unis)
- L'Ours Montagne (Den kæmpestore bjørn) ( Danemark)
- Les Aventures de Tintin : Le Secret de La Licorne (The Adventures of Tintin: Secret of the Unicorn) ( États-Unis,  Belgique et  Nouvelle-Zélande)
- Cars 2 ( États-Unis)
- Chico et Rita (Chico y Rita) ( Espagne et  Royaume-Uni)
- Le Chat du rabbin ( France)
- Le Chat potté (Puss in Boots: The Story of an Ogre Killer) ( États-Unis)
- Le Légendes du Valhalla : Thor (Hetjur Valhallar - Þór) ( Islande,  Allemagne et  Royaume-Uni)
- La Colline aux coquelicots (Kokuriko zaka kara) ( Japon)
- Les Contes de la nuit ( France)
- Détective Conan : Les Quinze Minutes de silence (Meitantei Konan Chinmoku no Quootaa) ( Japon)
- Gnoméo et Juliette (Gnomeo and Juliet) ( États-Unis)
- Émilie Jolie ( France)
- Happy Feet 2 ( Australie et  États-Unis)
- Hop ( États-Unis)
- Kung Fu Panda 2 ( États-Unis)
- La Tête en l'air (Arrugas) ( Espagne)
- Legend of a Rabbit (Tu Xia Chuan Qi) ( Chine)[5]
- Lettre à Momo ( Japon)
- The Life and Adventures of Santa Claus ( États-Unis)[6]
- Milo sur Mars (Mars Needs Moms) ( États-Unis)
- Un monstre à Paris ( France)
- Naruto Shippuden: Blood Prison (Gekijōban Naruto Shippūden - Buraddo Purizun) ( Japon)
- One Piece 3D: À la poursuite du chapeau de paille (Wan Pisu 3D: Mugiwara Cheisu) ( Japon)
- Pokémon : Noir – Victini et Reshiram (Gekijōban Poketto Monsutā Besuto Uisshu Bikutini to Shiroki Eiyū Reshiramu) ( Japon)
- The Power of the Dark Crystal ( États-Unis)
- The Prodigies ( France)
- Rango ( États-Unis)
- La Revanche du Petit Chaperon rouge (Hoodwinked Too! Hood vs. Evil) ( États-Unis)
- Rio ( États-Unis)
- Ronal le Barbare (Ronal barbaren) ( Danemark)
- Les Schtroumpfs, le film (The Smurfs: The Movie) ( États-Unis)
- Le Tableau ( France)
- Titeuf, le film ( France)
- La Vengeance du Petit Chaperon rouge (Hoodwinked too! Hood vs Evil) ( États-Unis)
- Voyage vers Agartha ( Japon)
- Winnie l'ourson ( États-Unis)
- Yogi l'ours (Yogi Bear) ( États-Unis)

### 2012
- L'Âge de glace 4 : La Dérive des continents (Ice Age: Continental Drift) ( États-Unis)
- Batman: The Dark Knight Returns ( États-Unis)
- Cendrillon au Far West ( France)
- Les Cinq Légendes ( États-Unis)
- Couleur de peau : miel ( France,  Belgique,  Corée du Sud et  Suisse)
- Les Croods (The Croods) ( États-Unis et  Royaume-Uni)
- Détective Conan : Le Onzième Attaquant ( Japon)
- Dragon Age: Dawn of the Seeker ( Japon)
- Les Enfants loups, Ame et Yuki (Ookami Kodomo no Ame to Yuki) ( Japon)
- Ernest et Célestine ( France,  Belgique et  Luxembourg)
- L'Étrange Pouvoir de Norman (ParaNorman) ( États-Unis)
- Foodfight! ( États-Unis)
- Frankenweenie ( États-Unis)
- FUSE - Memoirs of the Hunter Girl Read ( Japon)
- Gladiateurs de Rome (Gladiatori di Roma) ( Italie)
- Hôtel Transylvanie (Hotel Transylvania) ( États-Unis)
- Jean de la lune ( France,  Allemagne et  Irlande)
- Le Jour des corneilles ( France,  Belgique,  Luxembourg et  Canada)
- Le Lorax (Dr. Seuss' The Lorax) ( États-Unis)
- Madagascar 3 : Bons baisers d'Europe ( États-Unis)
- Le Magasin des suicides ( France)[7]
- Les Mondes de Ralph ( États-Unis)
- Naruto Shippuden: Road to Ninja ( Japon)
- One Piece : Film Z ( Japon)
- Pinocchio ( Italie,  Belgique,  France et  Luxembourg)
- Les Pirates ! Bons à rien, mauvais en tout ( Royaume-Uni)
- Kirikou et les Hommes et les Femmes ( France)
- Kyurem vs la Lame de la justice ( Japon)
- Rebelle ( États-Unis)
- La Reine des neiges (Снежная королева) ( Russie)
- Resident Evil: Damnation ( Japon)
- Sam et les Monstres de feu (Echo Planet / เอคโค่ จิ๋วก้องโลก) ( Thaïlande)
- Tad l'explorateur : À la recherche de la cité perdue ( Espagne)
- Yak (ยักษ์) ( Thaïlande)
- Drôles d'oiseaux (Zambezia) ( Afrique du Sud)[8]
- Zarafa ( France)

### 2013
- Albator, corsaire de l'espace ( Japon)
- L'arte della felicità ( Italie)
- Le Conte de la princesse Kaguya ( Japon)
- Détective Conan : Un détective privé en mer lointaine ( Japon)
- Les Croods ( États-Unis)
- Dragon Ball Z: Battle of Gods ( Japon)
- Epic : La Bataille du royaume secret (Epic) ( États-Unis)
- Escape from Planet Earth ( États-Unis)[9]
- Ghost in the Shell: Arise ( Japon)
- Khumba ( Afrique du Sud)
- Kin-Dza-Dza-Dza! (Кин-Дза-Дза-Дза!) ( Russie) (prévu 2011 mais repoussé à 2013)
- La Ligue des justiciers : Le Paradoxe Flashpoint ( États-Unis)
- Le Manoir magique ( Belgique)
- Ma maman est en Amérique, elle a rencontré Buffalo Bill ( France)
- Me and My Shadow ( États-Unis)
- Moi, moche et méchant 2 ( États-Unis et  France)
- Monstres Academy ( États-Unis)
- Mr Hublot ( Luxembourg)
- Oggy et les Cafards, le film ( France)
- Patéma et le monde inversé ( Japon)
- Planes ( États-Unis)
- La Reine des neiges (Frozen) ( États-Unis)
- Superman contre Brainiac ( États-Unis)
- Tarzan ( États-Unis et  Allemagne)
- The Fake ( Corée du Sud)
- The Garden of Words ( Japon)
- Transformers Prime Beast Hunters: Predacons Rising ( États-Unis)
- Turbo ( États-Unis)
- Le vent se lève ( Japon)
- Underdogs (en) ( Argentine)
- Les Zévadés de l'espace ( Canada et  États-Unis)

### 2014
- À la poursuite du Roi Plumes (Resan till Fjäderkungens Rike) ( Danemark et  Suède)
- Appleseed Alpha ( Japon et  États-Unis)
- Astérix : Le Domaine des dieux ( France)
- Les Boxtrolls ( États-Unis)
- Le Chant de la mer ( Belgique,  Danemark,  France,  Irlande et  Luxembourg)
- La Course aux Cadeaux ( Pays-Bas)
- Détective Conan : Le Sniper dimensionnel ( Japon)
- Dragons 2 ( États-Unis)
- Dragon Nest: Warriors' Dawn ( Chine)
- La Grande Aventure Lego ( États-Unis,  Australie et  Danemark)
- Heavenly Sword ( États-Unis)
- L'île de Giovanni ( Japon)
- L'Île des Miam-nimaux : Tempête de boulettes géantes 2 ( États-Unis)
- Jack et la mécanique du cœur ( France)
- La Légende de Manolo ( États-Unis)
- Les Moomins sur la Riviera ( Finlande et  France)
- Minuscule : La Vallée des fourmis perdues ( France)
- Mune, le Gardien de la Lune ( France)
- Les Nouveaux Héros ( États-Unis)
- Opération Casse-noisette ( États-Unis)
- M. Peabody et Sherman : Les Voyages dans le temps ( États-Unis)
- Pim & Pom: La grande aventure ( Pays-Bas)
- Les Pingouins de Madagascar ( États-Unis)
- Planes 2 ( États-Unis)
- Le Prophète (Kahlil Gibran's The Prophet) ( États-Unis,  Canada,  France et  Qatar)
- Rainbow Rocks ( États-Unis)
- Rio 2 ( États-Unis)
- Souvenirs de Marnie ( Japon)
- Tante Hilda ! ( France)
- Les Zévadés de l'espace ( États-Unis)
- Ribbit ( Inde et  Malaisie)

### 2015
- Adama ( France)
- Albert (da) ( Danemark)
- Anina ( Uruguay et  Colombie)
- Avril et le Monde truqué ( France,  Belgique et  Canada)
- Bob l'éponge, le film : Un héros sort de l'eau (The SpongeBob Movie: Sponge Out of Water) ( États-Unis)
- Dragon Ball Z : La Résurrection de ‘F’ (ドラゴンボールZ　復活の「F」 / Doragon Bōru Zetto: Fukkatsu no Efu) ( Japon)
- En route ! (Home) ( États-Unis)
- La Guerre des tuques 3D ( Canada)
- Le Garçon et la Bête (バケモノの子 / Bakemono no ko) ( Japon)
- Halo: The Fall of Reach ( États-Unis)
- Hôtel Transylvanie 2 (Hotel Transylvania 2) ( États-Unis)
- Kokoro ga Sakebitagatterunda (The Anthem of the Heart) ( Japon)
- La Ligue des justiciers : Le Trône de l'Atlantide (Justice League: Throne of Atlantis) ( États-Unis)
- Ma vie de Courgette ( France et  Suisse)
- Les Minions (Minions) ( États-Unis)
- Miss Hokusai (百日紅 〜Miss HOKUSAI〜 / Sarusuberi MISS HOKUSAI) ( Japon)
- Monkey King: Hero Is Back ( Chine)
- Le Petit Prince ( France)
- Phantom Boy ( France et  Belgique)
- Pixies ( Canada)
- Pourquoi j'ai pas mangé mon père ( France,  Italie,  Belgique et  Chine)
- Savva. Heart of the Warrior (A Warrior's Tail uk, Hero Quest usa, Savva. Serdtse voina ru) ( Russie)
- Shaun le mouton, le film (Shaun the Sheep Movie) ( Royaume-Uni)
- Snoopy et les Peanuts, le film (Snoopy and Charlie Brown, The Peanuts Movie) ( États-Unis)
- Tout en haut du monde ( France et  Danemark)
- Vice-versa (Inside Out) ( États-Unis)
- Le Voyage d'Arlo (The Good Dinosaur) ( États-Unis)
- Le Voyage de Tom Pouce ( République tchèque)
- Worms (Minhocas) ( Canada et  Brésil)

### 2016
- Alvin et les chipmunks 4 : A fond la caisse ( États-Unis)
- Ballerina (Leap!) ( France,  Canada)
- Bamse et la fille de la sorcière (Bamse och Häxans Dotter) ( Suède)
- Cigognes et compagnie (Storks) ( États-Unis)
- Comme des bêtes (Secret life of Pets) ( États-Unis)
- Dofus, livre 1 : Julith ( France)
- Howard Lovecraft and the Frozen Kingdom (en) ( Canada)
- Kubo et l'Armure magique ( États-Unis)
- Kung Fu Panda 3 ( États-Unis)
- L'Âge de glace : Les Lois de l'Univers (Ice Age: Collision Course) ( États-Unis)
- La Tortue rouge (Red Turtle) ( France,  Belgique et  Japon)
- Le Monde de Dory (Finding Dory) ( États-Unis)
- Les Trolls (Trolls) ( États-Unis)
- Little Door Gods (Xiao men shen) ( Chine)
- Louise en hiver ( France et  Canada)
- Ratchet et Clank ( États-Unis)
- Silent Voice ( Japon)
- Tous en scène (Sing) ( États-Unis)
- Vaiana : La Légende du bout du monde (Moana) ( États-Unis)
- Your Name. ( Japon)
- Zootopie (Zootopia) ( États-Unis)

### 2017
- Baby Boss (The Boss Baby,  États-Unis)
- Bigfoot Junior (The Son of Bigfoot)  Belgique)
- Capitaine Superslip (Captain Underpants) ( États-Unis)
- Cars 3 (Les Bagnoles 3 au Québec,  États-Unis)
- Bad Cat ( Turquie)
- Lego Batman, le film (The Lego Batman Movie,  États-Unis,  Danemark et  Australie)
- Le Grand Méchant Renard et autres contes… ( France et  Belgique)
- Lego Ninjago, le film (The Lego Ninjago Movie,  États-Unis et  Danemark)
- Mary et la Fleur de la sorcière (メアリと魔女の花, Meari to majo no hana?) ( Japon)
- Nelly et Simon : Mission Yéti,  Canada)
- Moi, moche et méchant 3 (Despicable Me 3,  États-Unis)
- Le Monde secret des Emojis (The Emoji Movie,  États-Unis)
- My Little Pony, le film (My Little Pony: The Movie,  États-Unis et  Canada)
- Parvana, une enfance en Afghanistan ( Irlande,  Canada et Luxembourg)
- La Passion Van Gogh (Loving Vincent,  Royaume-Uni et  Pologne)
- Sahara ( France et  Canada)
- Les Schtroumpfs et le Village perdu ( États-Unis)
- Téhéran Tabou ( Allemagne et  Autriche)
- Mutafukaz ( France et  Japon)
- Drôles de petites bêtes ( France et  Luxembourg)
- Coco ( États-Unis)
- Ferdinand ( États-Unis)
- Opération Casse-noisette 2 (The Nut Job 2,  États-Unis,  Canada et  Corée du Sud)
- Zombillénium ( France et  Belgique)

### 2018
- Astérix : Le Secret de la potion magique, ( France)
- Batman Ninja (ニンジャバットマン, Ninja Battoman,  États-Unis et  Japon)
- Cro Man (Early Man,  Royaume-Uni et  France)
- Croc-Blanc ( France et  Luxembourg)
- Dilili à Paris ( France)
- Le Grinch (The Grinch,  États-Unis)
- L'Île aux chiens (Isle of Dogs,  États-Unis)
- Hôtel Transylvanie 3 : Des vacances monstrueuses (Hotel Transylvania 3: Summer Vacation,  États-Unis)
- Les Indestructibles 2 (The Incredibles 2,  États-Unis)
- Ralph 2.0 (Ralph Breaks the Internet,  États-Unis)
- Sherlock Gnomes ( États-Unis)
- Happiness Road ( Taïwan)
- Have a Nice Day ( Chine)

### 2019
- Abominable ( États-Unis,  Chine)
- Dragons 3 : Le Monde caché (How to Train Your Dragon: The Hidden World,  États-Unis)
- Comme des bêtes 2 (Secret life of Pets 2,  États-Unis)
- J'ai perdu mon corps ( France)
- Klaus ( États-Unis,  Espagne)
- La Famille Addams (The Addams Family,  États-Unis)
- La Grande Aventure Lego 2 (The LEGO Movie 2: The Second Part,  États-Unis,  Danemark,  Australie)
- La Reine des neiges 2 (Frozen 2,  États-Unis)
- Le Parc des merveilles (Wonder Park,  États-Unis,  Espagne)
- Les Enfants de la mer ( Japon)
- Les Incognitos (Spies in Disguise,  États-Unis)
- Lupin III : The First ( Japon)
- Monsieur Link (Missing Link,  États-Unis)
- My Hero Academia: Heroes Rising (僕のヒーローアカデミア THE MOVIE ヒーローズ:ライジング, Boku no Hīrō Akademia THE MOVIE: Hīrōzu: Raijingu,  Japon)
- Ne Zha, ( Chine)
- Playmobil, le film (Playmobil: The Movie,  France et  Allemagne)
- Blanche Neige, les souliers rouges et les 7 nains ( Corée du Sud)
- Royal Corgi (The Queen's Corgi,  Belgique)
- Terra Willy, planète inconnue ( France)
- Toy Story 4 ( États-Unis)
- UglyDolls ( États-Unis)
- White Snake ( Chine)

## Années 2020

### 2020
- Aya et la sorcière (Earwig and the Witch,  Japon)
- Bayala : La Magie des dragons (Bayala : A Magical Adventure,  Allemagne et  Luxembourg)
- Bigfoot Family ( Belgique et  France)
- Bob l'éponge, le film : Éponge en eaux troubles (The SpongeBob Movie: Sponge on the Run,  États-Unis)
- Les Croods 2 (The Croods: A New Age  États-Unis)
- En avant (Onward,  États-Unis)
- Les Elfkins : Opération pâtisserie (Die Heinzels - Rückkehr der Heinzelmännchen,  Allemagne)
- Le Peuple Loup (WolfWalkers,  Irlande,  Luxembourg et  France)
- Les Trolls 2 : Tournée mondiale (Trolls World Tour,  États-Unis)
- La Famille Willoughby (The Willoughby,  États-Unis et  Canada)
- Samsam ( France)
- Scooby ! (Scoob!,  États-Unis)
- Soul ( États-Unis)
- Voyage vers la Lune (Over the Moon,  États-Unis et  Chine)
- Victor Robot ( Ukraine)

### 2021
- Ainbo, princesse d'Amazonie (Ainbo: Spirit of the Amazon,  Pérou,  Pays-Bas et  États-Unis)
- Alephia 2053 ( Liban)
- Baby Boss 2 : Une affaire de famille ( États-Unis)
- Charlotte ( Belgique,  France,  Canada)
- La Famille Addams 2 : Une virée d'enfer (The Addams Family 2) ( États-Unis)
- Luca ( États-Unis)
- Même les souris vont au paradis ( France,  Tchéquie,  Pologne,  Slovaquie et  Belgique)
- La Pat' Patrouille : Le Film (PAW Patrol: The Movie,  Canada)
- Le Sommet des Dieux ( France)
- Pil ( France)
- Princesse Dragon ( France)
- Raya et le Dernier Dragon (Raya and the Last Dragon) ( États-Unis)
- Ron débloque (Ron's Gone Wrong), ( États-Unis et  Royaume-Uni)
- Space Jam : Nouvelle Ère ( États-Unis)
- Spirit : L'Indomptable ( États-Unis)
- Tom et Jerry (Tom and Jerry,  États-Unis)
- Encanto : La fantastique famille Madrigal (Encanto,  États-Unis)
- Vivo ( États-Unis)

### 2022
- Apollo 10½ ( États-Unis)
- Alerte rouge ( États-Unis)
- Avalonia, l'étrange voyage ( États-Unis)
- Buzz l'Éclair ( États-Unis)
- Les Bad Guys ( États-Unis)
- Le Chat potté 2 : La Dernière Quête ( États-Unis)
- Catwoman: Hunted ( États-Unis)
- Le Destin des Tortues Ninja, le film ( États-Unis)
- Détective Conan : La Fiancée de Shibuya ( Japon)
- Dragon Ball Super: Super Hero ( Japon)
- Hopper et le Hamster des ténèbres ( Belgique et  France)
- Hôtel Transylvanie : Changements monstres ( États-Unis)
- Icare ( France,  Belgique et  Luxembourg)
- Krypto et les Super-Animaux ( États-Unis)
- La Maison ( États-Unis et  Royaume-Uni)
- Les Minions 2 : Il était une fois Gru ( États-Unis)
- L'Âge de glace : Les Aventures de Buck Wild ( États-Unis)
- Samouraï Academy ( États-Unis,  Royaume-Uni et  Chine)
- Tad l'explorateur et la table d'émeraude ( Espagne)
- The Quintessential Quintuplets ( Japon)
- Tic et Tac, les rangers du risque ( États-Unis)
- Vaillante ( France et  Canada)
- Wendell et Wild ( États-Unis)

### 2023
- Élémentaire ( États-Unis)
- Léo, la fabuleuse histoire de Léonard de Vinci ( France,  Irlande et  États-Unis)[10],[11]
- Le Royaume de Naya ( Ukraine)
- L'Éléphante du magicien ( États-Unis et  Australie)
- La Pat' Patrouille : La Super Patrouille, le film ( Canada)
- Pattie et la colère de Poséidon ( France)
- Maurice le chat fabuleux ( Royaume-Uni,  États-Unis et  Allemagne)
- Migration ( États-Unis)
- Mon ami robot ( France,  Espagne)
- Ninja Turtles: Teenage Years ( États-Unis)
- Ruby, l'ado Kraken ( États-Unis)
- Sacrées Momies ( Espagne)
- Super Mario Bros. le film ( Japon et  États-Unis)
- Les Trolls 3 ( États-Unis)
- Wish : Asha et la Bonne Étoile ( États-Unis)

### 2024
- Anzu, chat-fantôme ( France et  Japon)
- Les Aventuriers de l'arche de Noé ( Brésil et  Inde)
- Bienvenue chez les Casagrandes: Le film ( États-Unis)
- Croquette, le chat merveilleux ( Royaume-Uni)
- Demon Slayer: Kimetsu no Yaiba, le film : En route vers l'entraînement des piliers ( Japon)
- Détective Conan : L'Étoile à un million de dollars ( Japon)
- Garfield : Héros malgré lui ( États-Unis)
- Haikyū!! : La Guerre des poubelles ( Japon)
- Kung Fu Panda 4 ( États-Unis et  Chine)
- La Légende du tigre ( États-Unis)
- La Nuit d'Orion ( États-Unis)
- La Plus Précieuse des marchandises ( France et  Belgique)
- Les Explorateurs: l'aventure fantastique ( Allemagne et  Argentine)
- Look Back ( Japon)
- Mobile Suit Gundam SEED Freedom ( Japon)
- Moi, moche et méchant 4 ( États-Unis)
- Mon oni à moi ( Japon)
- Le Robot sauvage ( États-Unis)
- Daffy et Porky sauvent le monde (The Day the Earth Blew Up: A Looney Tunes Movie) ( États-Unis)
- Thelma la licorne ( États-Unis et  Canada)
- Vaiana 2 ( États-Unis)
- Vice-versa 2 ( États-Unis)

### 2025
- Amélie et la Métaphysique des tubes  ( France)
- Arco ( France)
- Les Bad Guys 2 ( États-Unis)
- Dog Man ( États-Unis)
- Elio ( États-Unis)
- Endless Cookie ( Canada)
- La Ferme des animaux ( Royaume-Uni)
- Falcon Express ( France et  États-Unis)
- Fixed ( États-Unis)
- Hopper et le Secret de la marmotte ( France et  Belgique)
- KPop Demon Hunters ( États-Unis)
- Marcel et Monsieur Pagnol ( France,  Belgique,  Luxembourg et  États-Unis)
- La mort n'existe pas ( France et  Canada)
- Ne Zha 2 ( Chine)
- Predator: Killer of Killers ( États-Unis)
- Les Schtroumpfs, le film ( États-Unis et  Belgique)
- Space Cadet ( Canada)
- The Witcher : Les Sirènes des abysses ( États-Unis,  Corée du Sud et  Pologne)

### Films à venir(sous réserves)

#### Annoncés
- Fraggle Rock: The Movie ( États-Unis)
- La Planète des vents ( France,  Royaume-Uni et  Luxembourg)
- The Loud House ( États-Unis)[12]
- Mighty Mouse ( États-Unis)[13]
- Neanderthals ( États-Unis)
- Ollie the Otter ( États-Unis)[14]
- The Oz Kids ( États-Unis)
- Pippi Longstocking 2 ( États-Unis,  Allemagne et  Suède)
- Prince Vladimir - The Feat ( Russie)
- Punk Farm ( États-Unis)
- Ruby Tuesday ( Royaume-Uni et  France)
- Spatula Madness ( États-Unis)[15]
- The 1 Second Film ( États-Unis)[16]
- Un jour férié américain ( États-Unis)
- The Water Warriors ( Royaume-Uni)[17]

#### Date encore inconnue
- Amos Daragon ( Canada)[18]
- La bête est morte ( France)[19]
- Citizen Siege ( États-Unis)[20]
- Conan: Red Nails ( États-Unis)
- Dylan Dog: The Fourth Kingdom
- La Genèse de Ségou (Ségou Fanga) ( Tunisie,  France et  Mali)[21]
- Goleor la balanza y la espada ( Espagne)
- Magik ( Inde)[22]
- Le Manteau (Шинель / Shinel) ( Russie)[23]
- Mon petit monde (My Little World) ( États-Unis)[24]
- Les Morts aiment aussi (How the Dead Love) ( États-Unis)[25]
- Nim's Journey ( Suède)[26]
- L'Orgue de Barbarie ( France)[27]
- Occho Kochoï ( France)
- Quarantasei ( Italie)
- Ruslan et Lyudmilla (Руслан и Людмила / Ruslan i Lyudmila) ( Russie)
- Smatyvai udochki, ili Chuzhoi protiv tel (Сматывай удочки, или Чужой против тел) ( Russie)
- Le Secret de Giacomo (Giacomo's Secret) ( Espagne)
- Vinland, la légende du rocher Percé ( Canada)[28]
- Xombie ( Canada)
- Rio 3 ( États-Unis)

#### Abandonnés
- Andrew's Land Ground ( Canada et  États-Unis)
- Big Bug Man ( États-Unis)
- Clerks: Sell Out ( États-Unis)
- Fedral Cross ( États-Unis)
- The Fires Fish ( États-Unis)
- Fox Dogs ( États-Unis)
- Ghostbusters: Hellbent ( États-Unis)
- Jack and Ben's Animated Adventure ( États-Unis)[29]
- Last Days of Coney Island ( États-Unis)[30]
- Magic Diamond ( États-Unis)
- Neopets ( États-Unis)
- Rex Havoc ( États-Unis)
- Ray Gun ( États-Unis)
- Vehicles ( États-Unis)
- Whistle Hands ( États-Unis)
- Yearing Man ( États-Unis)